# Nikon Speedlight

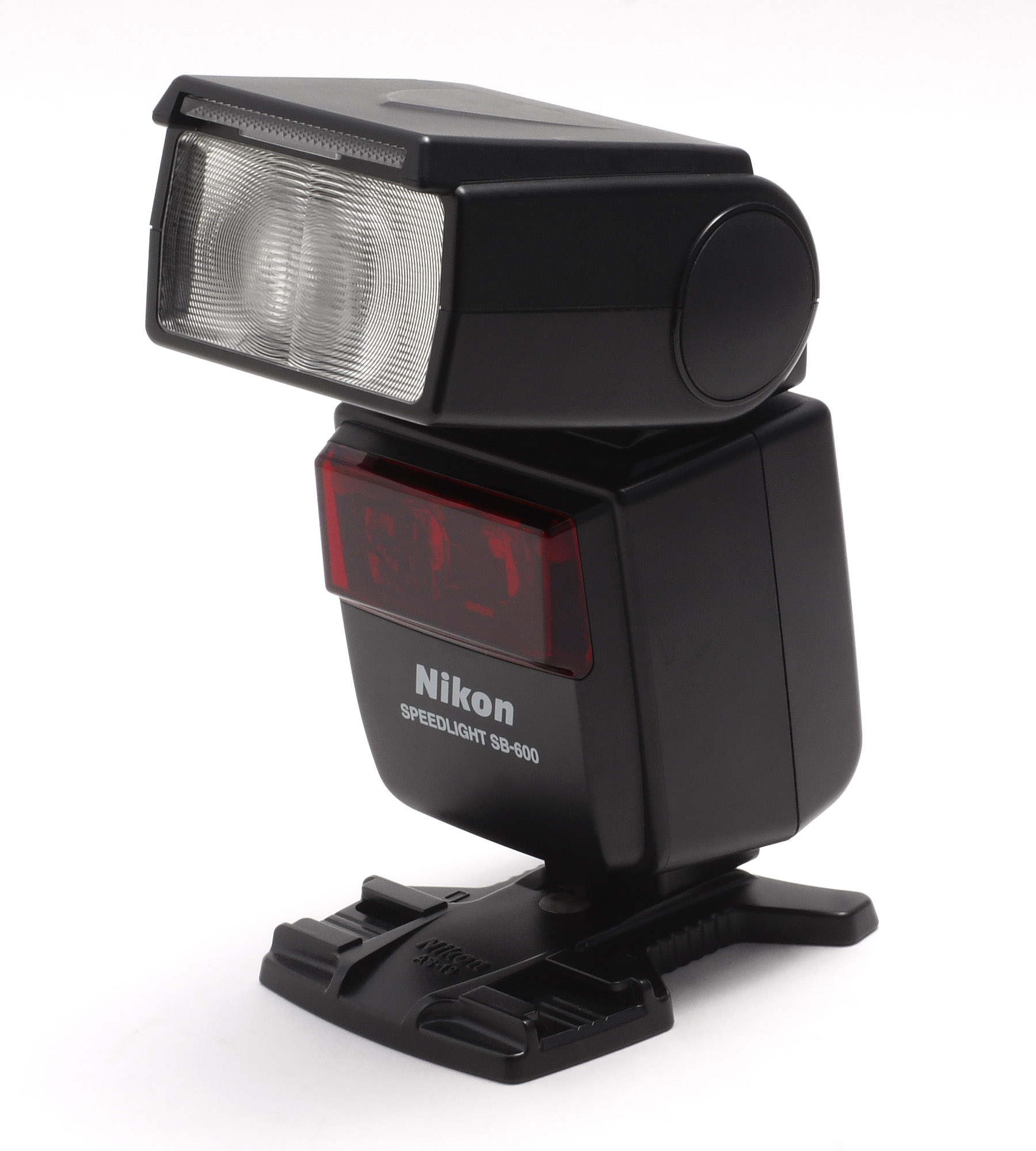
Nikon Speedlight SB-600

Speedlight ist die Bezeichnung für die Produktreihe der externen elektronischen Blitzgeräte des Kameraherstellers Nikon.

## Allgemein
Der Name Speedlight wurde von Nikon im Februar 1969 mit dem ersten elektronischen Blitzgerät SB-1 eingeführt, um es von der vorherigen Blitztechnologie mit Blitzlichtbirne abzuheben. Seither wurden insgesamt fast 40 verschiedene Modelle vorgestellt, darunter solche für Spezialanwendungen wie Makro-, Ring- und Unterwasserblitzgeräte. Außerdem werden Zubehörteile wie Batteriepacks, Streuscheiben oder Weitwinkeladapter angeboten.
0

## Frühe Blitzgeräte
| Modell | Einführung | Blitzleitzahl | Blitzfolgezeit      | max. Blitzanzahl*                | Funktionen | Gewicht                     | Abmessung (B×H×T) in mm |
| ------ | ---------- | ------------- | ------------------- | -------------------------------- | ---------- | --------------------------- | ----------------------- |
| SB-1   | Okt. 1969  | 36            | 4 Sek.              | 1000**                           | M***       | 1100 g (inkl. Batteriepack) | ??×??×??                |
| SB-2   | Dez. 1972  | 25            | 8 Sek.              | 140                              | M, A       | 410 g                       | 110×104×40              |
| SB-3   | Dez. 1972  | 25            | 8 Sek.              | 140                              | M, A       | 410 g                       | 110×104×40              |
| SB-4   | März 1974  | 16            | 8 Sek.              | 140                              | M, A       | 180 g                       | ??×??×??                |
| SB-5   | Sep. 1975  | 32            | 3 Sek. (mit SD-4)   | 420                              | M, A       | 1200 g                      | 93×252×125              |
| SB-6   | 1976       | 45            | 3,8 Sek. (bei 1/16) | k. A. (Netzteil, keine Batterie) | M, A       | 1100 g (mit Netzteil 6 kg)  | 128×190                 |
| SB-7   | Juni 1977  | 25            | 8 Sek.              | 160                              | M, A       | 310 g                       | 110×79×37               |
| SB-8   | Juni 1977  | 25            | 8 Sek.              | 160                              | M, A       | 270 g                       | 110×79×37               |
| SB-9   | Juni 1977  | 14            | 9 Sek.              | 80                               | M***, A    | 87 g                        | 56×99×24                |
| SB-10  | Jan. 1978  | 25            | 8 Sek.              | 160                              | M, A       | 270 g                       | 110×79×37               |

*mit Alkaline-Batterien
** mit Mono-Zellen (D-Zellen)
*** nur volle Ausstoßleistung
0
Erläuterung zu Funktionen:
- M = Manuell
- A = Automatik

0

### SB-1
Das SB-1 wurde im Februar 1969 als Zubehör der Nikon F vorgestellt. Die Verbindung zur Kamera erfolgte noch nicht über einen Blitzschuh, sondern den an der Nikon F üblichen Synchronisationsanschluss an der Rückspulkurbel. Die Blitzleitzahl betrug 36 (ISO 100). Im Lieferumfang enthalten war ein separates Batteriepack, die Blitzbereitschaftskontrolllampe SF-1, ein Adapter SC-4 für die Kontrolllampe, ein zusätzlicher Blitzkopf SE-1 und ein Netzteil SA-1. Optional erhältlich war der Ringblitz SR-1, der gegen den normalen Blitzkopf ausgetauscht werden konnte. Er wurde am Filtergewinde (52 mm) von Nikon Objektiven mit den Brennweiten von 35 bis 200 mm angeschraubt. Ein weiterer Ringblitz SM-1 wurde für Brennweiten von 24 bis 105 mm entwickelt, konnte jedoch nur an Objektiven in Retrostellung angesetzt werden.

### SB-2 und SB-3
Das SB-2 wurde als erstes kompaktes Blitzgerät im Dezember 1972 vorgestellt. Die Blitzleitzahl beträgt 25. Die Verwendung des Weitwinkel-Streukonverters erweitert den ausgeleuchteten Bildwinkel, vermindert aber die Leitzahl auf 20. Auch der SB-2 wurde über die Blitzkupplung der F-Kameras angeschlossen und verfügte nicht über eine Steuerung der Blitzintensität. Später wurde der Adapter AS-2 Adapter entwickelt, um die Blitzgeräte SB-1 und SB-2 an Kameras mit Blitzschuhen zu betreiben. Das SB-3 ist eine Variante des SB-2 für den direkten Anschluss am Blitzschuh, ansonsten gibt es keine Unterschiede zu diesem.

### SB-4
Das SB-4 ist ein ebenfalls kompaktes Blitzgerät mit einem Gewicht von 180 g, welches vornehmlich zur Portraitfotografie entwickelt wurde. Es verfügte daher über eine Automatik, welche bei Blende 4 optimale Ergebnisse liefern sollte. Im März 1974 wurde es mit einer Leitzahl von 16 vorgestellt und war das erste Blitzgerät mit einem festen ISO-Blitzschuhanschluss. Für die Kameras ohne ISO-Blitzschuh (Nikon F und F2) wurden die Adapter AS-1 und AS-2 bereitgestellt.

### SB-5
Das SB-5 ist ein ab September 1975 verkaufter Stabblitz. Es liefert eine Leitzahl von 32 und wiegt 1200 g. Ausgeleuchtet werden die Blickwinkel von Objektiven bis 28 mm. Dieses Blitzgerät verfügte bereits über drei Automatiken für die Blendenzahlen 4, 5,6 und 8. Dazu war die Benutzung des Blitzsensors SU-1 notwendig. Daneben konnte es manuell auf volle Leistung (Leitzahl 32), 1/4 Leistung (Leitzahl 16) und MD (Motor Drive, Leitzahl 11) gestellt werden. Mit dem neigbaren Blitzkopf konnte der SB-5 in 30°-Schritten für indirektes Blitzen verwendet werden. Das externe Power Pack SD-4 lieferte mit 240 Volt trotz der hohen Leitzahl genug Energie für Blitzfolgezeiten von drei Sekunden bei voller Leistung. Durch das Verlängerungskabel SE-2 wurde außerdem der Betrieb von mehreren Blitzgeräten simultan ermöglicht, während die Versteuerungseinheit ML-1 ein komplettes Kamera-Blitz-Set über Entfernungen bis zu 60 Metern fernsteuern konnte.

### SB-6
Das SB-6 stellt als Stroboskop-Blitzgerät eine Sonderform für die Fotografie von sich bewegenden Objekten mit Serienbildaufnahmen dar. Trotz der kurzen Blitzfolgezeiten hat es eine beachtliche Leitzahl von 45. Im Stroboskop-Modus feuerte es bis zu 40 Blitze pro Sekunde ab. Mit der Sensoreinheit SU-1 sind drei Automatiken verfügbar. Zusätzlich kann die Blitzleistung in fünf Schritten gedrosselt werden: Voll, 1/2, 1/4, 1/8, 1/16 und 1/32, wobei in den letzten zwei Schritten eine Serienbildgeschwindigkeit von 3,8 Bildern/Sek. erreicht werden kann.

### SB-7E und SB-8
Das SB-7E wurde im Juni 1977 eingeführt und eine modifizierte Neuauflage des SB-2. Somit ist es nur mit der Nikon F und F2 nativ kompatibel; über den Adapter AS-2 kann es jedoch auch an Kameras verwendet werden, die über einen Blitzschuh verfügen. Die Gleichrichtertechnik wurde durch einen Thyristorschaltkreis ersetzt, so dass das Gerät um 100 g Gewicht erleichtert werden konnte. Bei einer Leitzahl von 25 (ISO100,m) verfügt es über zwei Automatikmodi für die Blendenzahlen 4 und 8. Der Weitwinkeladapter SW-2 erhöht den ausgeleuchteten Bildwinkel, setzt aber die Leitzahl auf 20 herunter. Als Stromversorgung wurde erstmals das Mignon-Batterieformat gewählt, vier Batterien sind für den Betrieb der Blitzeinheit nötig. Das SB-7E wurde nie in Europa verkauft.
0
Das SB-8E war wiederum eine Aktualisierung des SB-3 mit Blitzschuhanschluss, ansonsten aber identisch mit dem SB-7E.

### SB-9
Das SB-9 wurde als ultrakompakte Blitzeinheit entwickelt und kam im Juni 1977 auf den Markt. Es ersetzte das SB-4 und ist kaum 24 mm dick. Trotz lediglich 90 g Gewicht lieferte es eine Leitzahl von 14 (ISO100,m). Zwei Automatiken liefern eine korrekte Belichtung bei f/2,8 und f/4.

### SB-E
Das SB-E aus dem Jahr 1979 wurde speziell für die Nikon EM entwickelt. Es besitzt eine Leitzahl von 10 und ist auf die unterschiedlichen Blitzsynchronzeiten der Nikon EM (1/90 Sek.) und der Nikon FE/FM (1/125 Sek.) einstellbar.

### SB-10
Das SB-10 löste bereits nach kurzer Zeit das SB-8 ab. Technisch gab es nur eine kleine Änderung, die für die Weiterentwicklung des Blitzschuhs sehr signifikant war: Es wurde ein zweiter Kontakt hinzugefügt, der das Bereitschaftssignal des Blitzgerätes in den Sucher der Nikon FE und aller darauffolgenden Kameramodelle weiterleiten konnte.

## Blitzgeräte mit TTL-Messung
Mit dem SB-11 begann bei Nikon die Ära der TTL-Blitzmessung, bei der das tatsächlich auf den Film auftreffende Licht gemessen wird.
| Modell | Einführung | Blitzleitzahl | Blitzfolgezeit | max. Blitzanzahl* | Funktionen       | Gewicht | Abmessung (B×H×T) in mm |
| ------ | ---------- | ------------- | -------------- | ----------------- | ---------------- | ------- | ----------------------- |
| SB-11  | März 1980  | 36            | 8 Sek.         | 150               | M***, A, TTL     | 860 g   | 276×104×118             |
| SB-12  | März 1980  | 25            | 8 Sek.         | 160               | M***, A, TTL     | 350 g   | 105×40×85               |
| SB-14  | Dez. 1981  | 32            | 9,5 Sek.       | 270               | M***, A, TTL     | 515 g   | 94×217×91               |
| SB-140 | Dez. 1981  | 32            | 8 Sek.         | 270               | M***, A, TTL     | 515 g   | 94×217×91               |
| SB-15  | Apr. 1982  | 25            | 8,5 Sek.       | 160               | M***, A, TTL, MD | 270 g   | 105×40×85               |
| SB-16  | Apr. 1983  | 32            | 11 Sek.        | 100               | M***, A, TTL, MD | 485 g   | 82×166×100              |
| SB-17  | Juni 1983  | 25            | 8,5 Sek.       | 160               | M***, A, TTL, MD | 300 g   | 105×40×85               |
| SB-18  | Okt. 1983  | 20            | 6 Sek.         | 250               | M***, TTL        | 150 g   | 66×113×42               |
| SB-19  | Okt. 1983  | 20            | 6 Sek.         | 250               | M***, A          | 150 g   | 66×113×42               |

* mit Alkaline-Batterien
** mit Mono-Zellen (D-Zellen)
*** nur volle Ausstoßleistung
0
Erläuterung zu Funktionen:
- M = Manuell
- A = Automatik
- TTL= Through The Lens (durch das Objektiv gemessen)
- MD = Motor Drive (Synchronisation mit Kameras mit Filmmotor)

### SB-11
Das SB-11 wurde zusammen mit der F3 im März 1980 als Nikons erstes TTL-Blitzgerät vorgestellt. Es ist als Stabblitz gestaltet hat und besitzt eine Leitzahl von 36. Für indirektes Blitzen kann der Blitzkopf geklappt werden. Zwei verschiedene Kontakte sind für unterschiedliche Kameraanschlüsse verfügbar: Die TTL-Verbindung mit der F3 erfolgt über das TTL-Kabel SC-12, zu allen anderen Kameras erfolgt die Verbindung über das Adapterkabel SC-23. Der optionale Diffusor SW-2 setzt die Leitzahl auf 25 herab, ermöglicht aber gleichzeitig die Ausleuchtung von Aufnahmen mit Weitwinkelobjektiven bis 28 mm. Der Blitzsensor SU-2 wurde direkt unter dem Blitzkopf platziert und bietet neben den Automatiken f/4, f/5.6 und f/8 eine M-Stellung für volle Blitzleistung und eine S-Stellung als Empfangsmodus für die Fernsteuerung ML-1. Acht Mignon-Zellen liefern genug Energie für ca. 150 Aufnahmen und eine minimale Blitzfolgezeit von acht Sekunden (Vollleistung). Das später vorgestellte externe Batteriepack SD-7 gibt mit sechs Baby-Zellen Energie für insgesamt bis zu 270 Blitze.

### SB-12
0

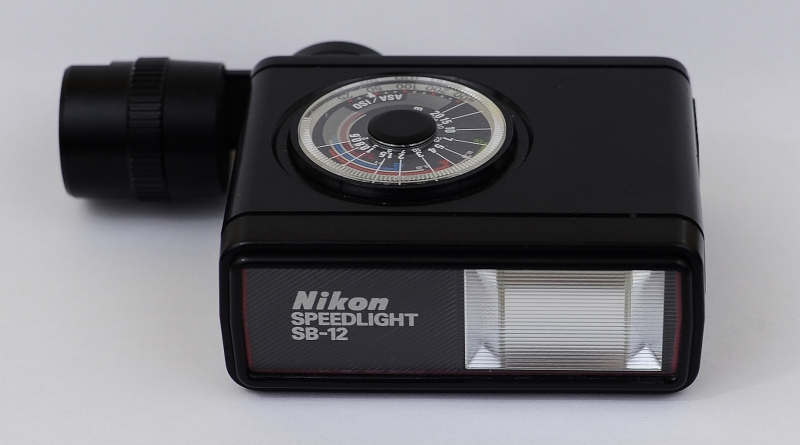
Nikon SB-12

Das SB-12 wurde zeitgleich mit dem SB-11 als TTL-Kompaktblitzgerät zur F3 vorgestellt, kann mit dem Blitzfußadapter jedoch auch an die Nikon F und F2 angesetzt werden. Es ist dann allerdings nur manuell einstellbar. Es wiegt ohne Batterien 350 g und liefert eine Leitzahl von 25, die sich bei Verwendung des optionalen Weitwinkelkonverters SW-4 auf 18 reduziert. Der TTL-Modus ermöglicht mit der F3 Aufnahmen von 0,6 bis 12 Metern Motivabstand bei Blendenwerten von f/2 bis f/22. Das TTL-Verlängerungskabel CS-14 erlaubt entfesseltes Blitzen in einem Umkreis von einem Meter um dem Blitzschuh der F3.

### SB-14 und SB-140
Bei dem SB-14 handelt es sich wieder um ein Stabblitzgerät – es gilt mit einer Leitzahl von 32 als der „kleine Bruder“ des SB-11. Es wird nur über das externe Batteriepack SD-7 versorgt und verfügt über keine eigene Batteriekammer im Gehäuse, wodurch das Gewicht des Grundgerätes nur 515 Gramm beträgt, zuzüglich dem Gewicht von 290 Gramm für die Blitzschiene SK-5, die zur Montage an der Kamera benötigt wird. Der Blitzkopf des SB-14 ist dreh- und schwenkbar und bietet so für jedes Aufnahmeformat die Möglichkeit des indirekten Blitzens. Mit dem Weitwinkelaufsatz SW-5 reduziert sich die Leitzahl auf 22. Der Verkaufsstart war im Dezember 1981.
0
Das SB-140 ist eine Spezialvariante des SB-14 für den Einsatz in Forschung und Kriminaluntersuchungen. Es besitzt einen leicht veränderten Blitzkopf und drei dafür passende Filtervorsätze zur Infrarot- und UV-Fotografie.

### SB-15 und SB-17

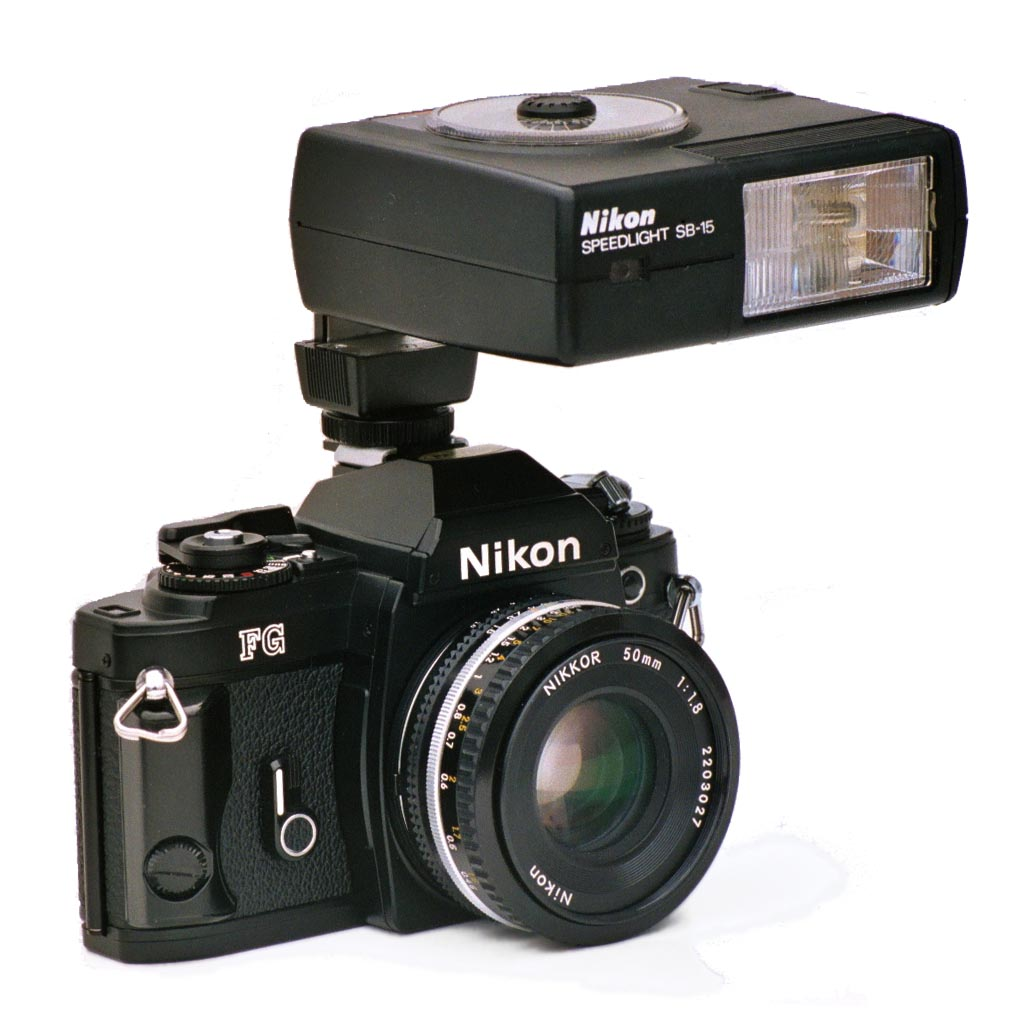
Nikon FG mit montiertem Blitzgerät SB-15

Das SB-15 stelle das Nachfolgemodell des SB-12 dar. Die technischen Daten einschließlich der Leitzahlen wurden nicht verändert, lediglich der Blitzreflektor kann um 15°, 30°, 60° bis maximal 90° horizontal nach oben geklappt werden.
Das SB-17 ist eine im Juni 1983 vorgestellte, modifizierte Version des SB-15 mit Anschluss für die F3-Serie und TTL-Synchronisation, die ansonsten aber identisch ist.

### SB-16
Das im April 1983 vorgestellte Gerät wurde je nach mitgeliefertem Kameraadapter als SB-16A oder SB-16B vertrieben; durch den jeweiligen Adapter kann der Blitzkopf entweder mit einer Kamera der F3-Serie (AS-8) oder einem ISO-Standardblitzschuh (AS-9) verwendet werden. Er ist horizontal um 90° klappbar und verfügt als einziges Speedlight über einen zweiten Blitzreflektor, der bei indirektem Blitzen durch Aufhellen der Schattenbildung in Gesichtern entgegenwirkt. Die Leitzahl beträgt ohne den SW-7-Weitwinkelvorsatz 32 und mit 19. Neben dem TTL-Modus gibt es zwei zusätzlichen Automatik-Modi für Blende f/4 und f/8. Ebenfalls verfügen beide Kameraadapter über PC-Sync- und TTL-Anschlüsse. Als Energiequelle dienen vier Mignon-Zellen.

### SB-18 und SB-19
Für die Nikon FG kam im Oktober 1983 das Kompaktblitzgerät SB-18 auf den Markt. Es besitzt eine Leitzahl von 20 und wiegt lediglich 150 Gramm. Mit vier Mignon-Zellen ausgestattet verfügt es über genug Energie ca. 250 Auslösungen bei voller Leistung, was neben dem TTL-Modus auch die einzige alternative Einstellmöglichkeit bildet. Der Reflektor ist unbeweglich.
0
Das SB-19 stellt eine Variante dar, bei der der TTL-Modus einem konventionellen Automatikmodus wich.

## Autofokusfähige Blitzgeräte
| Modell | Einführung | Blitzleitzahl | Blitzfolgezeit | max. Blitzanzahl* | Funktionen   | Gewicht | Abmessung (B×H×T) in mm |
| ------ | ---------- | ------------- | -------------- | ----------------- | ------------ | ------- | ----------------------- |
| SB-20  | März 1986  | 30            | 7 Sek.         | 150               | M, A, TTL    | 260 g   | 71×110×70               |
| SB-21  | Okt. 1986  | 12            | 8 Sek.         | 200               | M, A, TTL    | 145 g   | 130×120×21              |
| SB-22  | Dez. 1987  | 25            | 4 Sek.         | 200               | M***, A, TTL | 250 g   | 68×105×80               |
| SB-23  | Juni 1988  | 20            | 2 Sek.         | 400               | M***, A, TTL | 140 g   | 64×67×84                |

* mit Alkaline-Batterien
** mit Mono-Zellen (D-Zellen)
*** nur volle Ausstoßleistung
0
Erläuterung zu Funktionen:
- M = Manuell
- A = Automatik
- TTL= Through The Lens (durch das Objektiv gemessen)
- MD = Motor Drive (Synchronisation mit Kameras mit Filmmotor)

### SB-20
Das SB-20 stellt wieder einen Sprung in der Nikon Blitztechnologiereihe dar. Mit der Einführung der AF-Kameras wurde eine Lichtquelle zur Unterstützung des passiven Autofokus benötigt. Nikon führte diese mit dem SB-20 ein. Er strahlt bei aktivem Autofokus über eine separate AF-Hilfslicht-LED ein Raster auf das zu fotografierende Objekt. Ebenfalls wurde mit dem SB-20 ein erster Vorläufer für den variablen Blitzreflektor geschaffen. Die zunehmende Verwendung von Zoomobjektiven verlangte mehr und mehr nach einer komfortablen Lösung, das Blitzgerät auf verschiedenste Brennweiten einstellen zu können. Der SB-20 gibt diese Möglichkeit mit einem rotierenden Blitzreflektor, welcher auf drei verschiedene Brennweiten eingestellt werden kann. Stellung N deckt den Brennweitenbereich von 35 mm ab, Stellung T ist für 85 mm und Stellung W für 28 mm. Die Leitzahlen in entsprechenden Reflektorstellungen sind wie folgt: N = 30 (ISO100,m), T = 36 (ISO100,m) und W = 22 (ISO100,m). Der Blitzkopf konnte 90° Horizontal nach oben und 7° nach unten geklappt werden. Letztere Option ist für Makrofotografie. Drei Modi (TTL, Automatik und Manuell) sind verfügbar. Im Manuellmodus kann die Blitzleistung von Voll bis 1/16 herabgesetzt werden. Gespeist wird auch dieses Blitzgerät über vier Mignon Batterien, welche für ca. 150 Auslösungen mit voller Leistung ausreichen. Um den Energiekonsum geringer zu halten, wurde außerdem erstmals in einem Speedlight eine Stand-By-Funktion eingefügt. Der Blitz konnte durch Antippen des Auslösers an der Kamera reaktiviert werden. Als Blitzschuh-Modell wird für die Verwendung des SB-20 an der F3 einer der Adapter AS-4 AS-7 oder AS-17 (für TTL) benötigt. Die Markteinführung erfolgte zusammen mit der F501 im Frühjahr 1986.

### SB-21A/B
SB-21A/B ersetzte 1986 die seit über 10 Jahren produzierte SR-1 Ringblitzeinheit. Zwei Steuerungseinheiten, AS-12 und AS-14, machen es zur F3 Reihe sowie zu allen anderen Kameras mit ISO-Blitzschuh kompatibel. Die Blitzeinheit wird über die mitgelieferten Adapter auf entweder 52 mm oder 62 mm Filtergewinde montiert. Energiequellen für das SB-21 sind entweder 4 Mignon Zellen, das externe Batteriepack des Medical Nikkor 120 mm f/4 namens LD-2 oder das Netzgerät LA-2 AC. Das SB-21 hat eine Leitzahl von 12 (ISO100,m), welche entweder per TTL oder manuell auf 1/4 oder 1/16 gedrosselt werden konnte. Das Blitzgerät ist für Objektive mit Brennweiten größer als 35 mm entwickelt und verursacht bei Verwendung an weiteren Brennweiten Vignettierung.

### SB-22

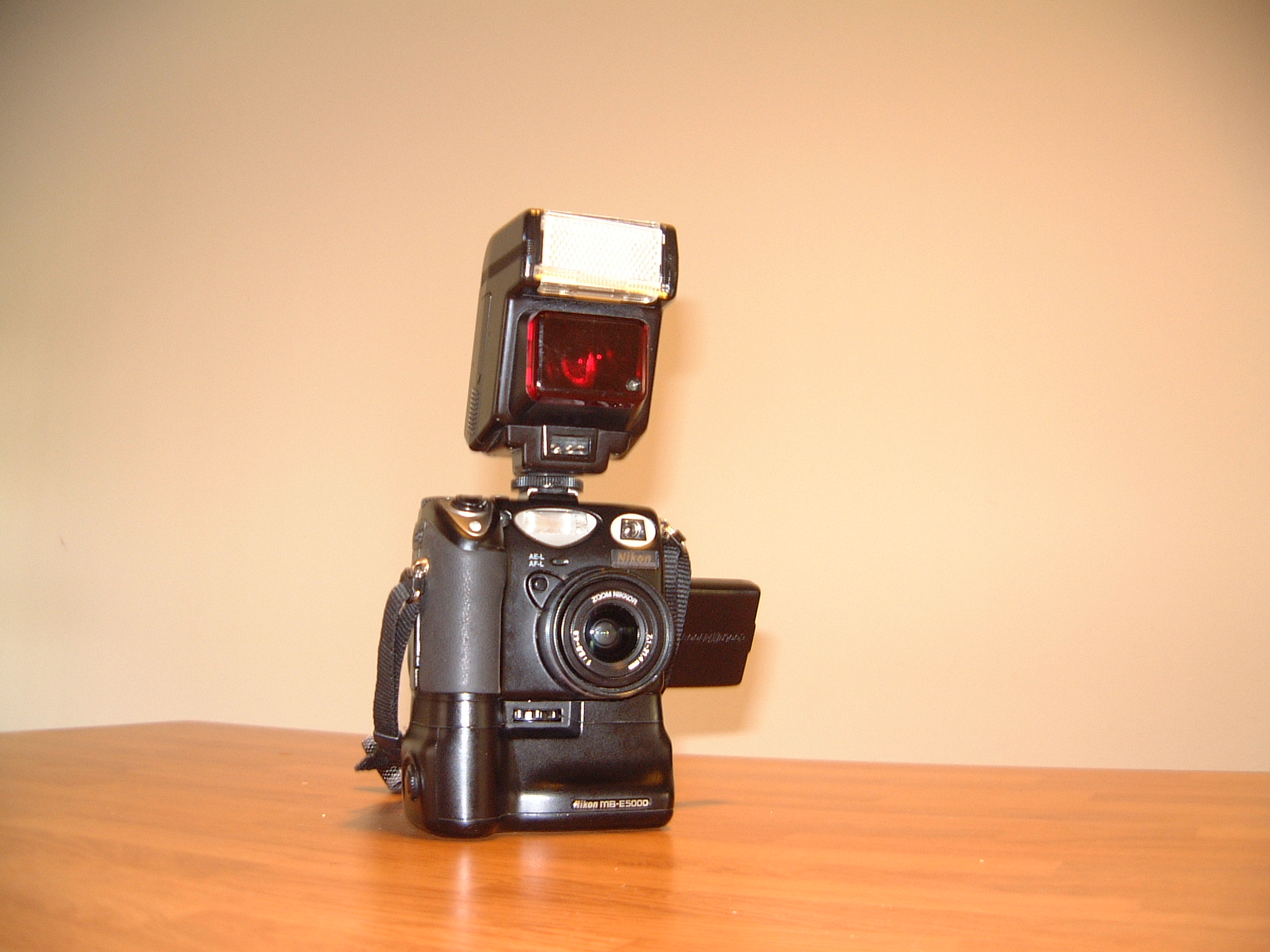
Das SB-22 auf einer COOLPIX 5000

Das SB-22 wurde 1987 vorgestellt und ist eine kompaktere Variante des SB-20. Der rotierende Reflektor wurde durch einen Klappreflektor getauscht, welcher um 7° nach unten und 90° nach oben geklappt werden kann. Die Leitzahl beträgt 25 (ISO100,m) und verringert sich auf 18 (ISO100,m) mit dem Weitwinkeladapter.
Dieser ist ab dem SB-22 als Streuscheibe fest im Blitzgehäuse verbaut. Mit vier Mignon Batterien können ca. 200 Blitze in Vollleistung gezündet werden. Die Blitzfolgezeit wird von Nikon mit 4 Sekunden angegeben. Für mehr Auslösungen und schnellere Blitzfolgezeit kann ein Batteriepack wie z. B. der SD-8A verwendet werden.

#### SB-22s
Das SB-22s gehört chronologisch nur vom Namen her an diese Stelle. Durch seine Markteinführung im April 1998 gehört es nach Erscheinungsdatum jedoch in die Moderne Speedlight Serie.

### SB-23
Das SB-23 wurde 1988 als weiteres Ultrakompakt-Blitzgerät mit rudimentärem Funktionsumfang vorgestellt. Der Blitzkopf ist für direktes Blitzen fixiert und auch ein Weitwinkelvorsatz fehlt. Als Blitzmodi stehen lediglich TTL oder Manuell zur Verfügung. Dafür können mit vier Mignon Batterien jedoch bis zu 400 Blitze mit einer sehr kurzen Folgezeit von gerade mal zwei Sekunden abgefeuert werden. Auch die Leitzahl ist mit 20 (ISO100,m) sehr hoch für ein so kompaktes Modell.

## Blitzgeräte mit Multiblitz-TTL und 3D-Multisensor-Aufhellblitz
Ab der folgenden Modelle führte Nikon das TTL Multiblitz-System ein, welches erstmals die Verwendung von bis zu fünf Blitzgeräten simultan im TTL Modus möglich. Die TTL Steuerung wird dabei über die TTL-Kabel SC-17 SC-18 oder SC-19 übertragen. Die 3-poligen Kabel SC-18 und SC-19 übertragen jedoch nur die TTL An/Aus Signale während das 5-polige SC-17 alle TTL-Signale überträgt und das darüber angeschlossene Blitzgerät die Mess-/Steuerungsblitze übernimmt.
| Modell | Einführung | Blitzleitzahl | Blitzfolgezeit | max. Blitzanzahl* | Funktionen             | Gewicht | Abmessung (B×H×T) in mm  |
| ------ | ---------- | ------------- | -------------- | ----------------- | ---------------------- | ------- | ------------------------ |
| SB-24  | März 1988  | 36            | 7 Sek.         | 100               | M, A, TTL, RPT         | 390 g   | 80×131×100               |
| SB-25  | März 1992  | 36            | 7 Sek.         | 100               | M, A, TTL, 3D-TTL, RPT | 380 g   | 79×135×101               |
| SB-26  | Sep. 1994  | 36            | 7 Sek.         | 100               | M, A, TTL, 3D-TTL, RPT | 390 g   | 79×135×101               |
| SB-27  | Aug. 1995  | 30            | 5 Sek.         | 140               | M, A, TTL, 3D-TTL      | 340 g   | 107×70×97                |
| SB-28  | Apr. 1997  | 36            | 6.5 Sek.       | 150               | M, A, TTL, 3D-TTL      | 320 g   | 69×128×90                |
| SB-29  | Dez. 1999  | 11            | 3 Sek.         | 300               | M, TTL, 3D-TTL         | 410 g   | 119×133×29(Blitzeinheit) |
| SB-30  | Feb. 2002  | 16            | 4 Sek.         | 250               | M, A, TTL, 3D-TTL      | 92g     | 59×84×36                 |

* mit Alkaline-Batterien
0
Erläuterung zu Funktionen:
- M = Manuell
- A = Automatik
- TTL= Through The Lens (durch das Objektiv gemessen)
- 3D-TTL = Messvorblitze zusammen mit Entfernungsinformationen von kompatiblen Objektiven
- RPT= Stroboskopblitz

### SB-24
Das SB-24 gilt als Vorreiter in die moderne Blitzlichtfotografie. Zusammen mit der ebenfalls 1988 vorgestellten Nikon F-801 sowie allen darauffolgenden Modellen wie z. B. der Nikon F4 kann es ohne jegliche Voreinstellungen, nur von der Kamera gesteuert, betrieben werden und öffnete damit die Blitzfotografie für alle Anwendergruppen. Neben dieser fortschrittlichen Automatisierung gab es jedoch auch in der manuellen Steuerung erhebliche Verbesserungen. Das SB-24 unterstützt neben TTL und Automatik auch die vollmanuelle Steuerung, einen Stroboskop-Modus mit 10 Hz und erstmals auch eine Matrix gesteuerten Aufhellblitz. Jeder dieser Modi ist weiter beeinflussbar und macht das Blitzgerät damit zum vielseitigsten seiner Zeit. Der rotierende Blitzreflektor wurde weiterentwickelt und in einen motorgesteuerten Zoom-Reflektor umgewandelt, welcher sich mit kompatiblen Kameras und Objektiven automatisch an die verwendete Brennweite (von 24 bis 85 mm) anpasst. Erstmals wurde nun auch ein LC-Display verbaut um die umfangreichen Funktionen grafisch darstellen zu können. Das Display ist beleuchtet, um auch bei wenig Umgebungslicht die Operation des Blitzgerätes zu gewährleisten. Über das Display kann die Blitzleistung auch im TTL-Modus in 1/3 Schritten gedrosselt werden um das natürliche Licht besser mit dem Blitzlicht mischen zu können. Der Blitzkopf kann horizontal gekippt sowie vertikal geschwenkt werden und ermöglicht so indirektes Blitzen in jeder Lage der Kamera. Energie liefern auch hier entweder vier Mignon Zellen oder ein separates Batteriepack wie des SD-7 oder SD-8A.
Über die Mignon Zellen waren bis zu 100 Auslösungen möglich. Mit der Einführung des automatischen Zoom-Reflektors wurde auch die Leitzahl eine variable Größe. Die Hauptleitzahl wird bei Nikon weiterhin für 35 mm angegeben und beträgt beim SB-24 36 (ISO100,m). Die eigentliche Leitzahl schwankt jedoch je nach Reflektorstellung zwischen 30 (ISO100,m) bei 24 mm und 50 (ISO100,m) bei 85 mm.

### SB-25
Das SB-25 ersetzte 1992 das sehr erfolgreiche SB-24 und erweiterte bei nahezu gleichbleibenden technischen Spezifikationen den Funktionsumfang nochmals deutlich. Die Leitzahl blieb bei 36 (ISO100,m). Ebenso wie die Energieversorgung und die Abmessungen. Zum automatischen Blitzreflektor kam die ausklappbare Streuscheibe sowie eine ausziehbare weiße Reflektorkarte hinzu. Vom Funktionsumfang wurde das SB-25 an die aktuelle Nikon F90 angepasst. Mit dieser und nachfolgenden Modellen wurde der 5 Segment TTL Sensor eingefügt. Um die TTL Messung noch genauer zu machen, gibt das SB-25 vor der Aufnahme eine Salve von bis zu 16 kurzen Messblitzen aus. Zusammen mit den Entfernungsinformationen aus den ebenfalls neu eingeführten D-Nikkor-Objektiven wurde so die TTL-Messung weiter präzisiert. Nikon nennt dieses System 3D-Multisensor-Aufhellblitz. Daneben können die Modi Multisensor-Aufhellblitz, Mittenbetonter Aufhellblitz und Spot Aufhellblitz gewählt werden. Ebenfalls wurde der Stroboskop-Modus bei maximal 40 Blitzen bei 1/64 Leistung auf eine Frequenz von 50 Hz erhöht. Für die neuen Kameras F90, F100 und die F5 Serie wurde die FP-High Speed Sync Funktion eingefügt, mit welcher Belichtungszeiten bis 1/4000s möglich sind. Das SB-25 kann ebenfalls zur Reduzierung des Rote-Augen-Effekts eingesetzt werden, bei welchem kurze Vorblitze ausgesendet werden um die Iris im Auge zu schließen. Für zusätzliche Sicherheit ist der Blitzschuhanschluss neben dem der Klemmschraube mit einem Sicherheitsstift versehen. Dieser senkt sich bei allen Kameramodellen ab der F90 in den Blitzschuh und beugt so ein versehentliches Lösen des Blitzgerätes von der Kamera vor.

### SB-26
0

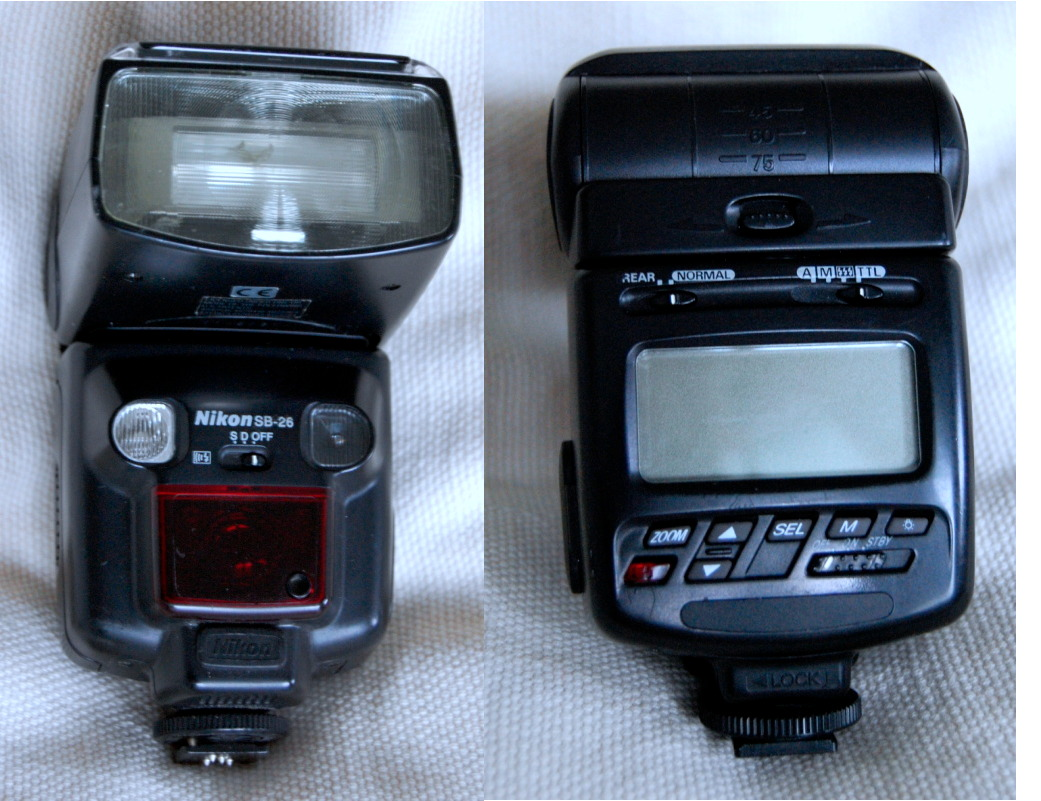
Das Nikon SB-26 Vorder- und Rückansicht

Das SB-26 war das nächste Speedlight in der Reihe und wurde im September 1994 vorgestellt. Auch bei diesem wurden der Aufbau und die Leistungen kaum verändert. Bei einer Leitzahl von 36 (ISO100,m) konnten ca. 150 Blitze mit Vollleistung gezündet werden. Neben einer verbesserten Streuscheibe, welche nun einen Blickwinkel von 18 mm Objektiven ausleuchten kann, war die größte Neuerung der Einbau einer Fotozelle. Mit dieser kann das SB-26 kabellos vom verwendeten Hauptblitz fern gezündet werden.
Dazu kann der SB-26 über einen Wählschalter an der Front aktiviert, deaktiviert und über die Schalterstellung D verspätet aktiviert werden. Diese Schalterstellung dient dazu, den Blitz durch eine Verzögerungsschaltung erst nach der TTL-Messung des Hauptblitzes zu zünden. Dadurch wird verhindert, dass der SB-26 innerhalb der Messvorblitze des Hauptblitzes zündet und so deren Ergebnis verfälscht. Eingestellt werden muss der SB-26 bei dieser Fernsteuerung jedoch manuell oder über die Automatik. TTL-Signale können über diese Verbindung noch nicht übertragen werden.
0

### SB-27
Das SB-27 wurde im Gegensatz zu den 3 Vorgängermodellen wieder mit einem kompakteren Gehäuse entwickelt. Die Markteinführung war 1995. Die Nennleitzahl von 34 (ISO100,m) verringerte sich bei der Reflektorstellung von 24 mm auf 25 (ISO100,m). Um diese Brennweite von 24 mm bis maximal 50 mm auszuleuchten, muss der SB-27 waagerecht ausgerichtet werden. In Senkrechter Lage werden Brennweiten von 35 mm bis 70 mm abgedeckt. Die Zwischenstufen korrigiert der Blitzreflektor wie im Vorgängermodell automatisch. Auch die Streuscheibe und die Reflektorkarte wurden von diesem übernommen. Ebenso wie das 3D-Multisensor-Aufhellblitz-System. Vier Mignon Batterien liefern bei einer Blitzfolgezeit von etwa 5 Sekunden Energie für ca. 150 Auslösungen. Mit einem externen Batteriepack wie dem SD-8A können beide Werte verbessert werden.
0

### SB-28
0

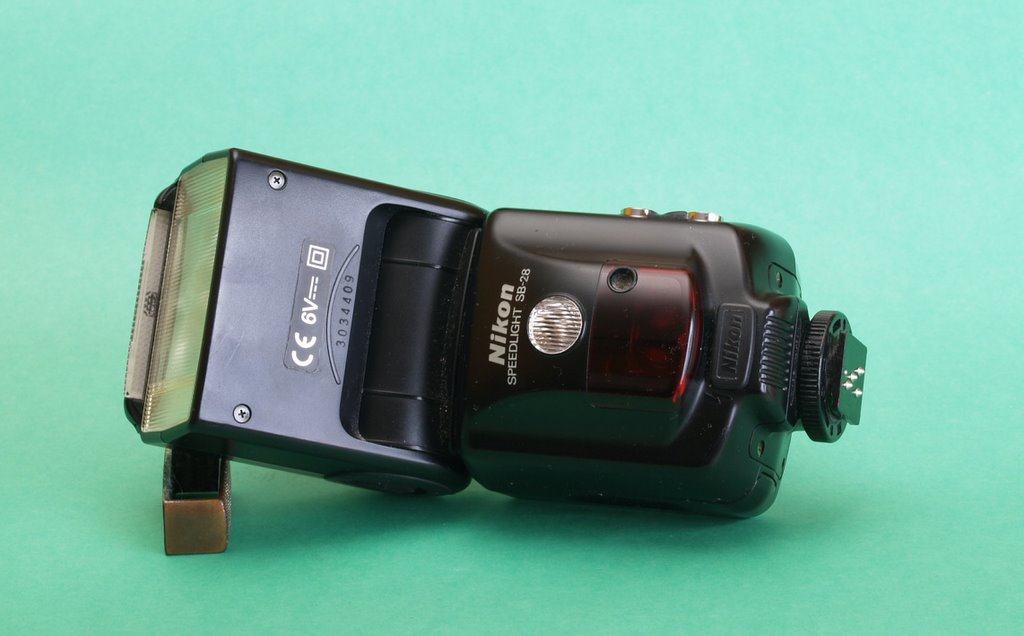
Speedlight SB-28

Das SB-28 sollte ab 1997 das Vorgängermodell SB-26 ersetzen. Es wurde bei gleichbleibenden Leistungen (Leitzahl 36 (ISO100,m)) auf ein Gewicht von nur 320 g (ohne Batterien) reduziert. Auch die Abmessungen haben sich auf 127×68×91 (L×B×H in mm) verringert. Die Fotozelle wurde aufgrund unzureichender Nachfrage wieder entfernt, um zwei Jahre später als externe Steuerungseinheit Speedlight#SU-4 vorgestellt zu werden. Ebenfalls wurde die Auslösung auf den zweiten Verschlussvorhang sowie die Rote-Augen-Reduktion als extra Funktion in die Kamera verlegt und kann nur noch von dort aus gesteuert werden. Als weitere Verbesserung gegenüber seiner Vorgänger kann der Blitzkopf des SB-28 nun mit nur einem Knopf für Drehen und Schwenken gelöst werden.
0

### SB-22s
Das SB-22s wurde 1998 nach elf Jahren als Update-Version des SB-22 eingeführt. Im fast identischen Gehäuse war nun die aktuelle Technik inklusive 3D-Multisensor-Aufhellblitz, TTL etc. verbaut. Auch die Leitzahl wurde auf 28 (ISO100,m) erhöht. Die vier Mignon Batterien gaben genug Energie für fast 250 Auslösungen bei einer sehr kurzen Blitzfolgezeit von kaum vier Sekunden.
0

### SB-29
Das SB-29 ist die Weiterentwicklung des Makro-Blitzgerätes SB-21, welches es im Jahr 1999 ablöste. Wie sein Vorgänger besteht es aus zwei Gehäusen, welche über ein Kabel miteinander verbunden sind. Die Leitzahl beträgt 11 (ISO100,m) bei einer Blitzfolgezeit von nur drei Sekunden. Die Ringblitz-Einheit konnte über drei Adapter an Objektive mit 52 mm 62 mm und 72 mm Filtergewinde oder direkt an die Steuerungseinheit befestigt werden. Neben der TTL-Funktion konnte der Blitz manuell gedrosselt werden.
Außerdem stand ein Stroboskop-Modus mit ca. 40 Hz zur Verfügung, welcher auch als Vorschau für den Schattenwurf des Blitzsets verwendet werden konnte.
0

### SB-30
Das SB-30 ist wieder ein ultrakompaktes Blitzgerät. Es wurde im Februar 2002 vorgestellt und ist lediglich für das direkte Blitzen entwickelt. Die Leitzzahl beträgt bauartbedingt nur 16 (ISO100,m) und das Blitzgerät kommt mit einer CR-123A-Lithium-Batterie für 250 Blitze aus. Die Blitzfolgezeit beträgt dabei ca. 4 Sekunden. Als Funktionen stehen Manuell mit Vollleistung, 1/8 und 1/32, sowie Auto, TTL und 3D-TTL zur Verfügung. Außerdem ist das SB-30 als kabellose Blitzeinheit zu verwenden.
Durch den eingebauten Infrarotfilter und -empfänger sowohl als Sender- wie auch als Empfängereinheit. Für Makrofotografie kann das Blitzgerät über das Gelenk im Fuß nach vorne herunter gekippt werden. Ganz herunter gekippt kann es, platzsparend montiert, auch bei Nichtbenutzung an der Kamera verbleiben.
0

## Blitzgeräte mit D-TTL für frühe DSLRs
Mit der Einführung des digitalen Bildsensors in Spiegelreflexkameras musste das TTL-System geändert werden. Die ursprüngliche Hauptmessung fand bei geöffnetem Verschluss mit reflektierendem Licht von der Filmoberfläche statt. Der CCD-Sensor von DSLR-Kameras ist hierfür jedoch ungeeignet, da von diesem nicht genügend Licht reflektiert wird.
Nikon verlegte daher die gesamte TTL-Messung auf die Vorblitze, die vom geschlossenen Verschluss auf den TTL-Sensor reflektiert werden. Dadurch verlor das System allerdings die Möglichkeit, den Blitz bei Erreichen der benötigten Lichtmenge noch während der Aufnahme zu stoppen. Die gesamte Kalkulation der benötigten Lichtmenge kann nur noch vor der Aufnahme ermittelt und errechnet werden.
0
| Modell  | Einführung | Blitzleitzahl | Blitzfolgezeit | max. Blitzanzahl* | Funktionen                    | Gewicht | Abmessung (B×H×T) in mm |
| ------- | ---------- | ------------- | -------------- | ----------------- | ----------------------------- | ------- | ----------------------- |
| SB-28DX | Feb. 1999  | 36            | 6,5 Sek.       | 150               | M, A, TTL, 3D-TTL, D-TTL      | 320 g   | 69×128×90               |
| SB-50DX | Feb. 2001  | 22            | 3,5 Sek.       | 250               | M, TTL, D-TTL                 | 235 g   | 63×107×105              |
| SB-80DX | Feb. 2002  | 38            | 6 Sek.         | 150               | M, A, TTL, 3D-TTL, D-TTL, RPT | 335 g   | 71×128×92               |

* mit Alkaline-Batterien
0
Erläuterung zu Funktionen:
- M = Manuell
- A = Automatik
- TTL = Through The Lens (durch das Objektiv gemessen)
- 3D-TTL = Messblitze zusammen mit Entfernungsinformationen von kompatiblen Objektiven
- D-TTL = Digital TTL für frühe DSLRs
- RPT= Stroboskopblitz

0

### SB-28DX
Das SB-28DX ist die modifizierte Version des SB-28 für die Einführung der digitalen Spiegelreflexkameras wie die D1, D1X, D1H und D100 und kam zusammen mit der D1 1999 auf den Markt. Abgesehen von der D-TTL Messung ist es mit dem SB-28 identisch.
0

### SB-50DX
Das SB-50DX wurde im Februar 2001 als zweites Blitzgerät mit D-TTL Funktion vorgestellt. Obwohl mit allen Kameras mit Blitzschuh kompatibel, war das SB-50DX speziell für die neuen DSLR-Modelle mit eingebautem Aufklapp-Blitzgeräte konzipiert. Es ragt durch die 45°-Stellung weit über die ausgeklappten Blitzgeräte der Kameras hinaus und kann zusammen mit diesem unterstützend eingesetzt werden. Dabei kann der Kamerablitz noch mit einer am SB-50DX angebrachten Diffusor-Scheibe entschärft werden. Der Kamerainterne Blitz dient dann nur zum Aufhellen, während der SB-50DX direkt oder indirekt als Hauptblitz agiert. Der Kamerablitz kann jedoch auch geschlossen bleiben und das SB-50DX als alleiniges Blitzgerät verwendet werden. Der Blitzkopf kann für Makroaufnahmen bis ca. −17° herunter geklappt werden um selbst bei sehr geringen Aufnahmeabständen bis herunter zu 30 cm eine korrekte Belichtung zu garantieren. Für indirektes Blitzen klappt der Blitzkopf bis 90° nach oben. Die eingebaute Streuscheibe ermöglicht ein Ausleuchten bei Brennweiten von 14 mm. Die Leitzahl wird dabei von 22 (ISO100,m) auf 12 (ISO100,m) reduziert. Als Stromversorgung kamen erstmals keine Mignon Zellen, sondern zwei Lithium Batterien vom Typ CR-123A zum Einsatz. Mit diesen sind 250 Auslösungen bei einer Blitzfolgezeit von ca. 31/2 Sekunden möglich. Als weitere Funktion wurde auch das Fernsteuern über Steuerungsblitze wieder eingeführt. Damit können sowohl SB-50DX als auch SB-80DX Blitzgeräte als Steuerungseinheiten oder Empfängereinheiten verwendet werden. Die Empfängereinheiten müssen jeweils im Menü auf die Remote-Funktion gestellt werden. Die Steuerungseinheit kann mit dem mitgelieferten Infrarotfilter SW-9IR in eine Infrarot-Steuerungseinheit gewandelt werden. So wird eine Fehlbelichtung des Blitzsets durch die Steuerungsblitze vermieden. Die Reichweite, in welcher das Blitzset der Empfängereinheiten aufgestellt werden kann, beträgt bis zu 7 Meter. Eine weitere Neuheit ist die Sicherung des Blitzanschlusses auf dem Blitzschuh der Kamera. Sie wurde vom bisher verwendeten Drehgewinde auf einen Sicherungshebel geändert, welcher ein schnelles Auf- und Absetzen des Blitzgerätes sicherstellt.

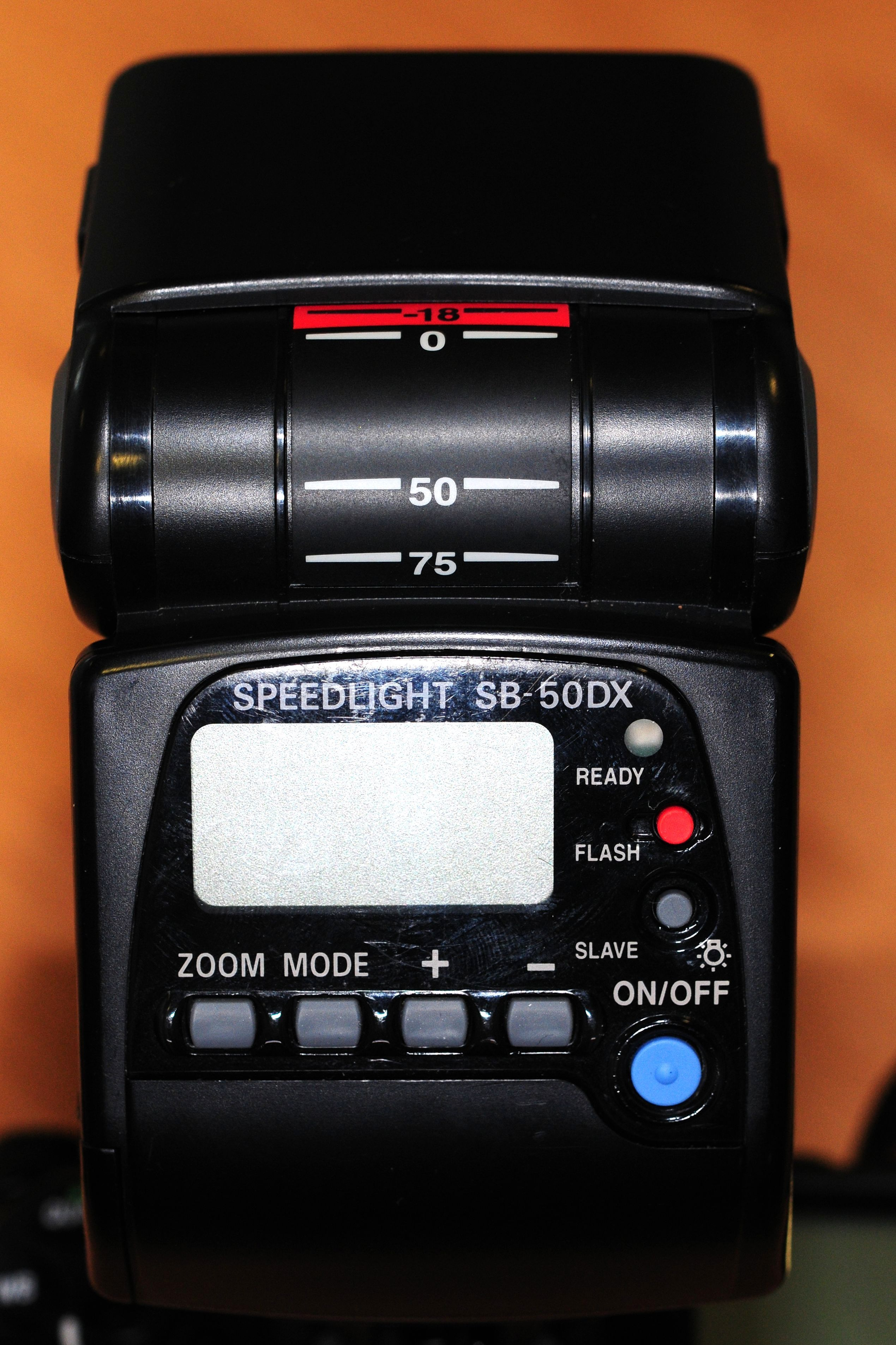
Rückseite des SB-50DX
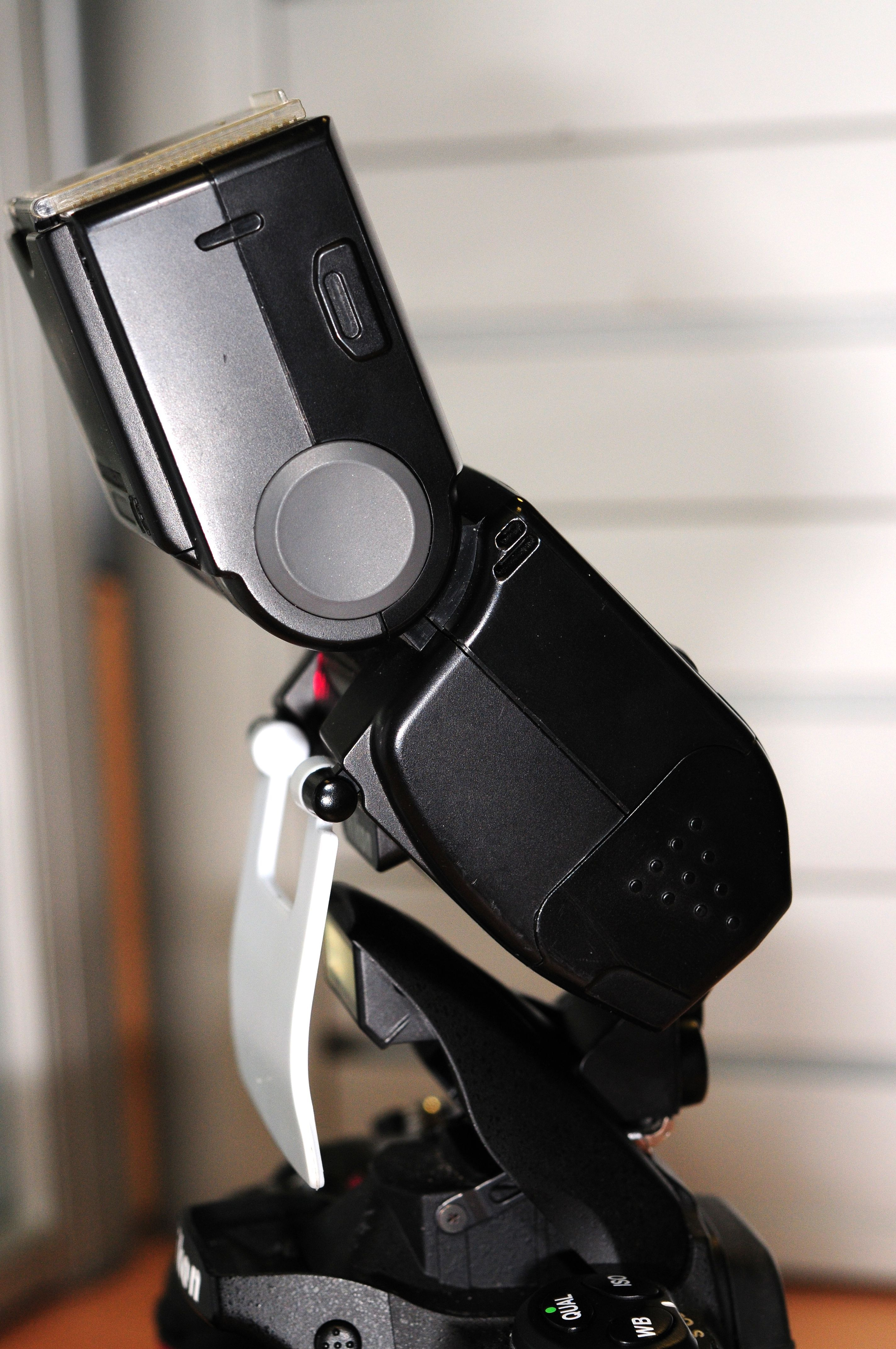
SB-50DX mit Diffusor vor dem kamerainternen Blitz
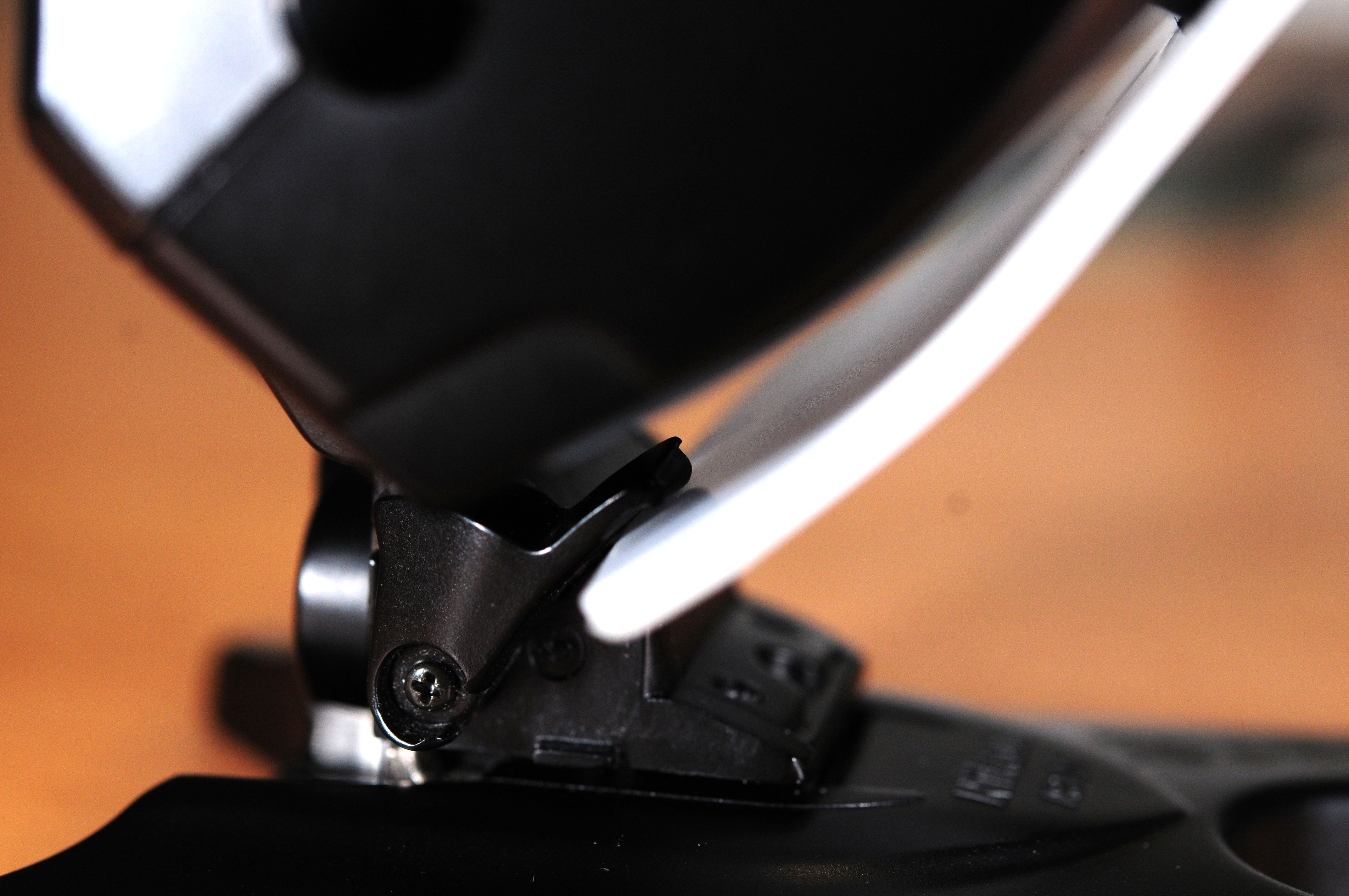
Hebel zum Deaktivieren des Kamerainternen Blitzes

0

### SB-80DX
Das SB-80DX wurde zwei Jahre nach dem SB-50DX im Februar 2002 vorgestellt. Mit einer Leitzahl von 38 (ISO100,m) ist es das bisher stärkste Blitzgerät von Nikon mit Batteriebetrieb. Dabei erreicht es eine Blitzfolgezeit von 4 Sekunden und kann mit einer Batterieladung von vier Mignon-Zellen ca. 150 Blitze zünden. Der Funktionsumfang beinhaltet manuelles Blitzen von Volllast bis 1/32, automatisches Blitzen, TTL, 3D-TTL sowie Stroboskopblitzen. Alle diese Funktionen können bequem über ein Ringmenü auf dem integrierten Multifunktions-LC-Display eingestellt werden. Auch der SB-80DX verfügt über die kabellose Blitzsteuerung und kann sowohl als Steuerungs- sowie auch als Empfängereinheit verwendet werden. Der automatische Zoom-Reflektor deckt die Brennweiten von 24 mm bis 105 mm ab und kann über die Verwendung der Streuscheibe auf 17 mm erweitert werden. Wem dies nicht ausreicht, kann diesen Wert durch Benutzung des mitgelieferten Diffusor Doms SW-10H noch auf 14 mm ausweiten. Sobald dieser auf das SB-80DX aufgesetzt wird, sperrt ein kleiner elektrischer Kontakt den Reflektor automatisch auf 14 mm. Für individuelle Zwecke kann die Blitzintensität von −3 bis +3 Blendenschritte korrigiert werden. Außerdem schießt der SB-80DX bei Betätigung der Abblendtaste an der Kamera automatisch eine Blitzsalve für ca. 3 Sekunden aus. Damit können Schattenwurf und Blitzbelichtung im Vorfeld kontrolliert werden. Die Funktion kann ebenfalls über einen extra Knopf an der Rückseite des Blitzgerätes aktiviert werden. Als externe Spannungsquellen können der SD-8A sowie die Power-Schiene SK-6A verwendet werden.
0

## Blitzgeräte mit i-TTL bzw.Creative Lighting System
Nachdem auch digitale Spiegelreflexkameras für den Amateurfotografen erschwinglich wurden, führte Nikon das Creative Lighting System (CLS) ein. Es fasste die bis dahin entwickelten Blitzmodi und das neue i-TTL unter einem Oberbegriff zusammen. Alle folgenden Blitzgeräte sind seither mit dem CLS kompatibel.
0
| Modell  | Einführung | Blitzleitzahl | Blitzfolgezeit | max. Blitzanzahl* | Funktionen                           | Gewicht   | Abmessung (B×H×T) in mm |
| ------- | ---------- | ------------- | -------------- | ----------------- | ------------------------------------ | --------- | ----------------------- |
| SB-300  | Aug. 2013  | 18            | 3,5 s**        | 110               | M, i-TTL                             | 97 g      | 65×57×62                |
| SB-400  | Nov. 2006  | 21            | 2,5 s**        | 150               | M***, i-TTL                          | 127 g     | 57×66×80                |
| SB-500  | Sep. 2014  | 24            | 3,5 s**        | 140               | M*****, i-TTL, Videolicht            | 226 g     | 67x114,5×70,8           |
| SB-600  | März 2004  | 30            | 3,5 s          | 250               | M, TTL, D-TTL, i-TTL                 | 235 g     | 63×107×105              |
| SB-700  | Sep. 2010  | 28            | 2,5 s          | 200               | M, i-TTL                             | 360 g     | 126×71×105              |
| SB-800  | Nov. 2004  | 38            | 2,5 s****      | 150               | M, A, TTL, 3D-TTL, D-TTL, i-TTL, RPT | 350 g     | 71×128×92               |
| SB-900  | Juli 2008  | 34            | 2,3 s**        | 190**             | M, A, 3D-TTL, i-TTL, RPT             | 415 g     | 78×146×119              |
| SB-910  | Dez. 2011  | 34            | 2,3 s**        | 190**             | M, A, i-TTL, RPT                     | 420 g     | 78,5×145×113            |
| SB-5000 | Jan. 2016  | 34,5          | 1,8 s**        | 190**             | M, A, i-TTL, RPT                     | 420 g     | 73×137×103,5            |
| R1C1    | Nov. 2005  | 10            | 6 s            | 290               | M, TTL, D-TTL, i-TTL                 | ca. 500 g | 68×96×58(nur SU-800)    |

* mit Alkaline-Batterien
** mit Ni-MH-Akkumulatoren
*** nur mit der D40
**** nur mit 5 Batteriezellen
***** Einstellung durch Kameramenü bei kompatiblen Kameras
0
Erläuterung zu Funktionen:
- M = Manuell
- A = Automatik
- TTL = Through The Lens (durch das Objektiv gemessen)
- 3D-TTL = Messvorblitze zusammen mit Entfernungsinformationen von kompatiblen Objektiven
- D-TTL = Digital TTL für frühe DSLRs
- i-TTL = Intelligent TTL für DSLRs (Siehe CLS)
- RPT= Stroboskopblitz

0

### SB-300
Das SB-300 wurde im August 2013 als sehr einfaches Kompaktblitzgerät vorgestellt. Bei den sehr kompakten Abmessungen von 65,4 mm × 57,4 mm × 62,3 mm kommt es auf eine Leitzahl von 18 (ISO100,m). Der Blitz bietet eine Abdeckung des Bildwinkels von 27-mm-Objektivs (FX-Format) bzw. 18-mm-Objektivs (DX-Format) und kann in 4 Stufen von waagerechter Ausrichtung bis zu 120° leicht nach hinten gerichtet werden. Ein seitliches Schwenken ist nicht möglich. Das SB-300 unterstützt i-TTL Belichtungssteuerung und kann an kompatiblen Kameras über das Kameramenü manuell gesteuert werden. Der Blitz selbst besitzt nur einen Ein/Ausschalter und eine Betriebskontrollleuchte. Er wird mit 2 Micro-Akkus/-Batterien (Größe AAA) betrieben.
0

### SB-400
Das SB-400 wurde zusammen mit der D40 im November 2006 vorgestellt. Es ist ein reines i-TTL Blitzgerät in Kompaktbauweise. Bei den äußerst kompakten Abmessungen von gerade mal 57 × 66 × 80 mm kommt es auf eine Leitzahl von 21 (ISO100,m). Zwei Mignon-Zellen liefern genug Energie für bis zu 150 Auslösungen. Der Blitzreflektor kann für indirektes Blitzen um 90° in drei Schritten nach oben geklappt werden. Mit der D40 kann der Blitz manuell gedrosselt werden. An allen anderen CLS-kompatiblen Kameras ist nur die i-TTL Steuerung verfügbar. Mit dem SB-400 ist es nicht möglich, die automatische FP-Kurzzeitsynchronisation zu nutzen.
0

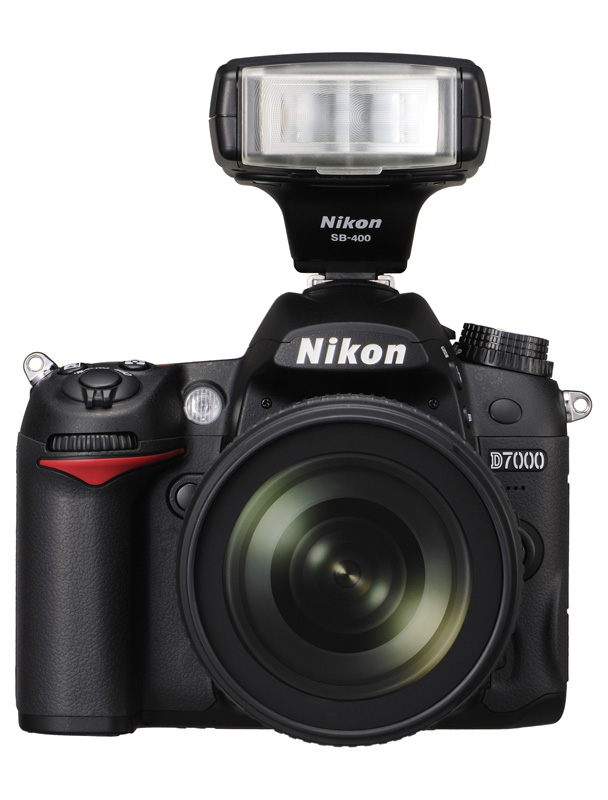
Das SB-400 auf einer Nikon D7000
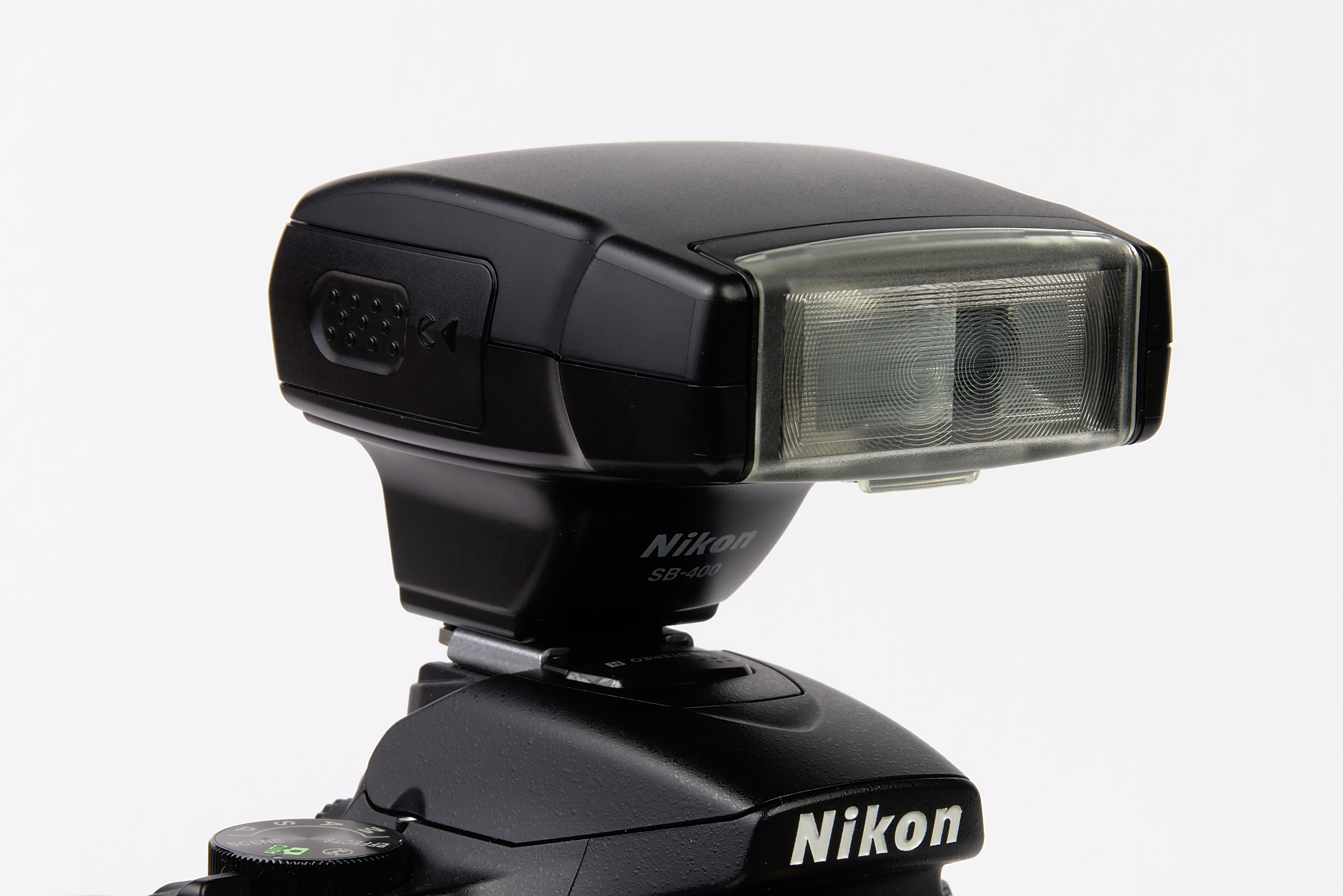
Reflektor in Grundstellung
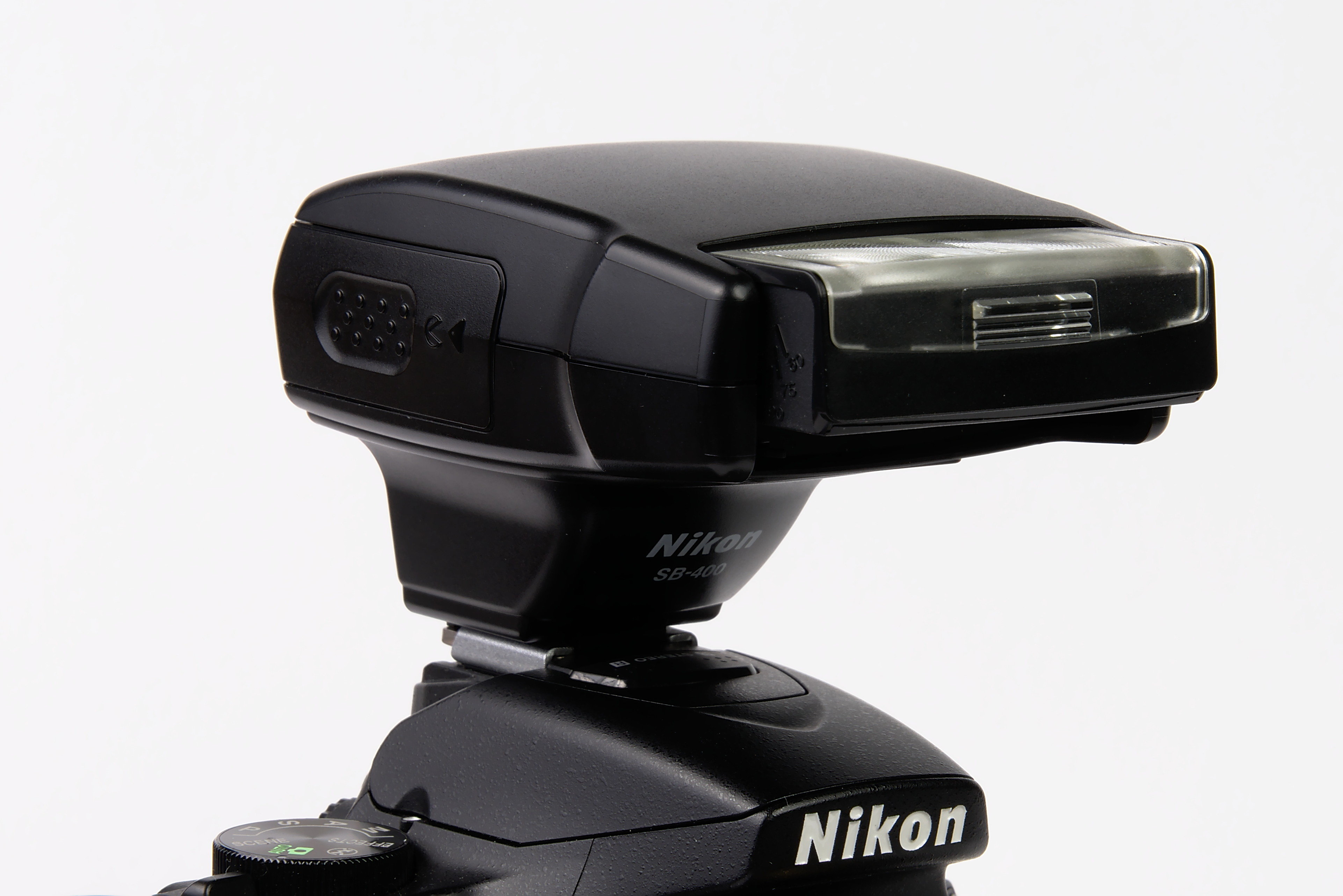
Reflektor um 90 Grad nach oben geneigt
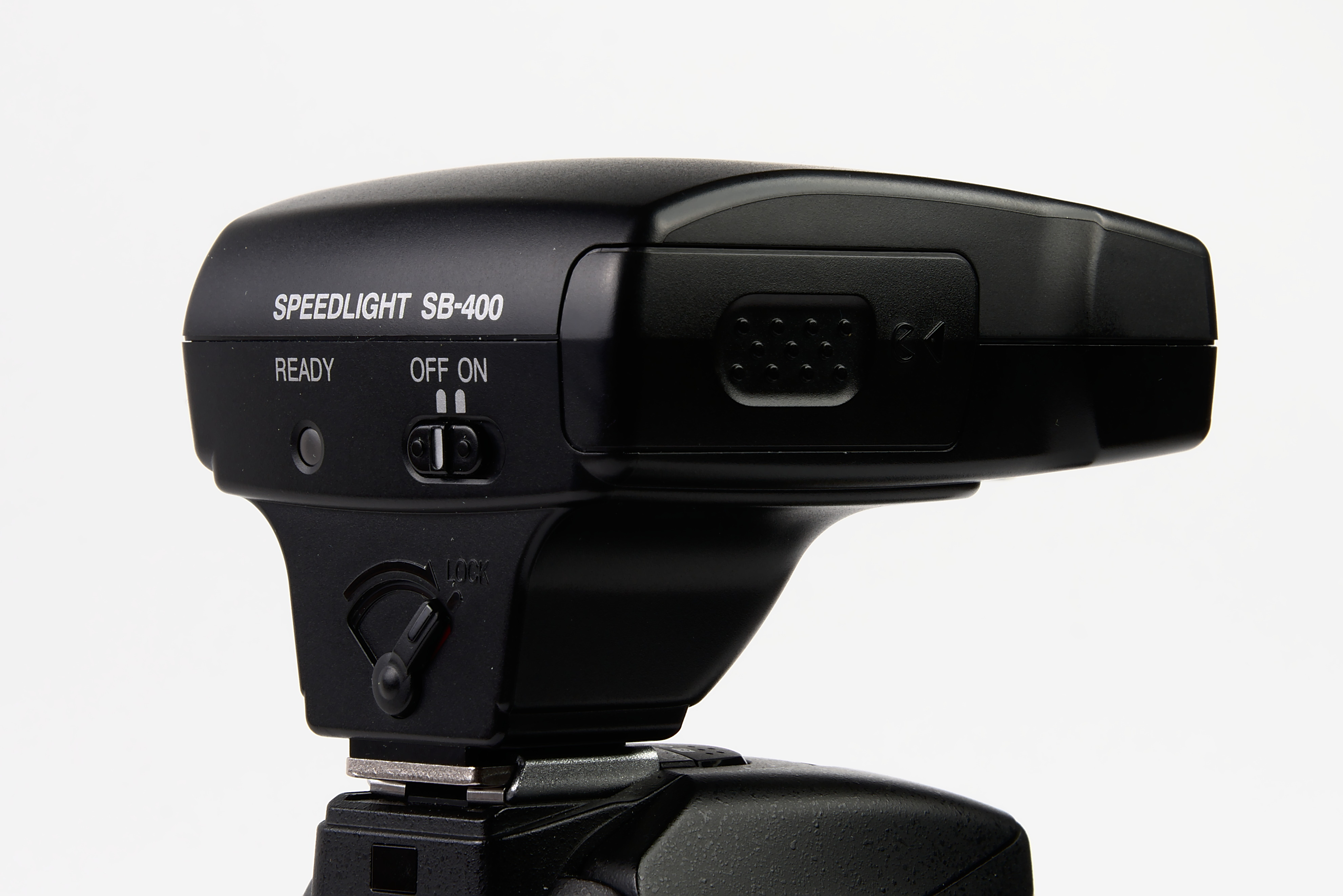
Bedienelemente auf der Rückseite

0

### SB-600
Das SB-600 wurde ein halbes Jahr vor dem SB-800 im März 2004 als einfacher ausgestattete, günstigere Alternative vorgestellt. Die Blitzleitzahl liegt mit 30 (ISO100,m) etwas unter der des großen Bruders. Dafür liegt die Blitzfolgezeit bei voller Leistung mit vier Mignon-Zellen bei 3,5 Sekunden. Das SB-800 dagegen braucht ganze 6 Sekunden. Das SB-600 ist mit 235 g über 100 g leichter als das SB-800. Die maximale Blitzanzahl wird von Nikon mit 250 angegeben. Das SB-600 dient im Gegensatz zum SB-800 nur als Empfängereinheit im Advances Wireless Lighting System.
0

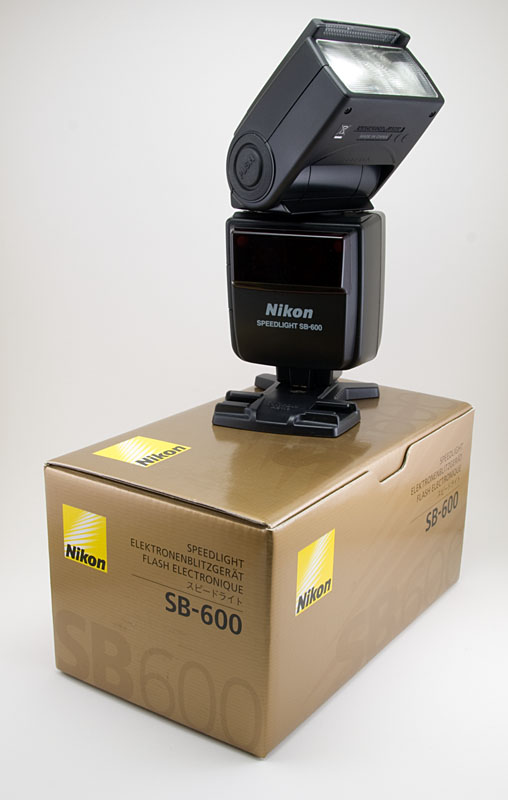
Speedlight SB-600 mit Standfuß AS-10
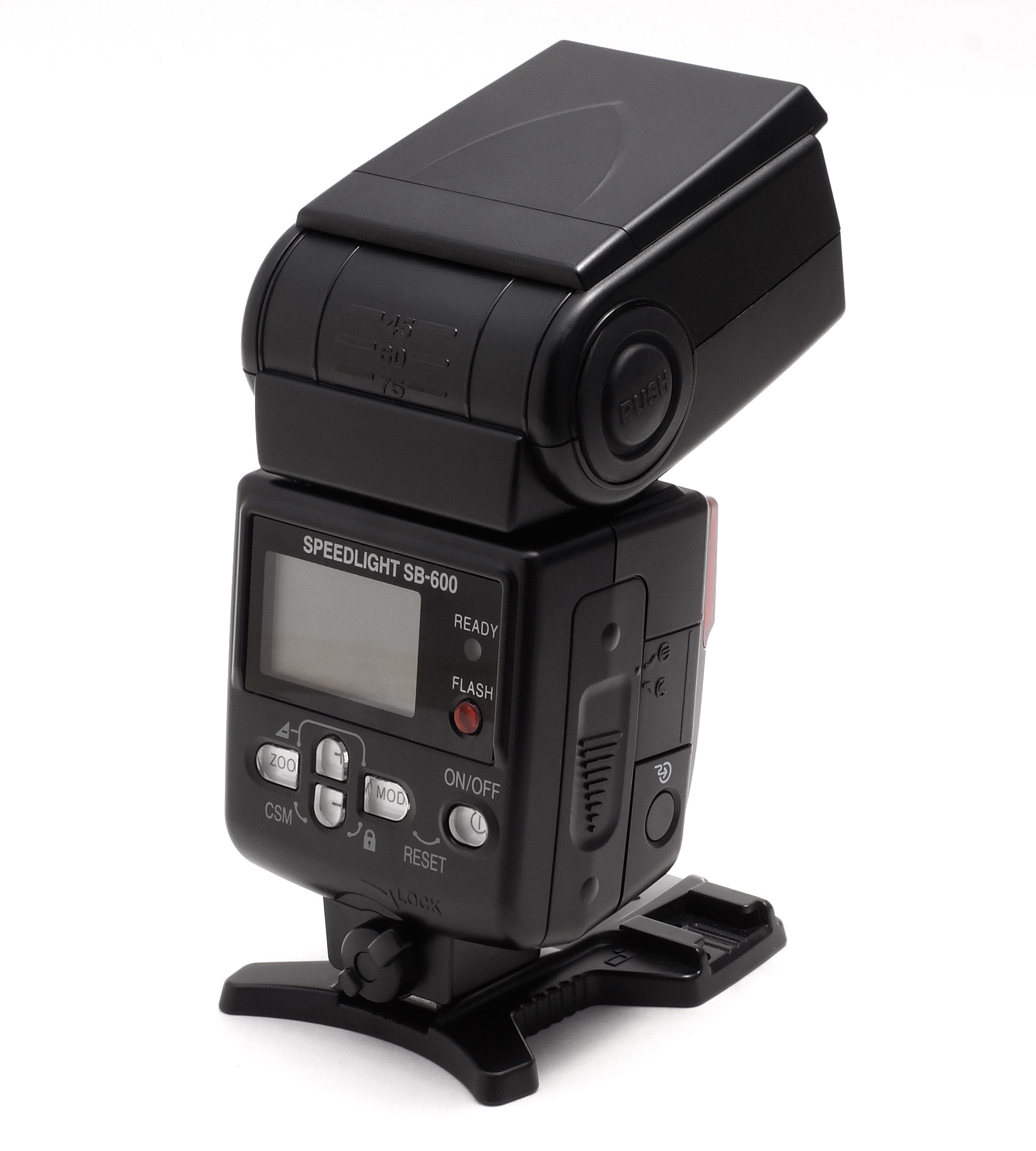
Speedlight SB-600 Rückansicht
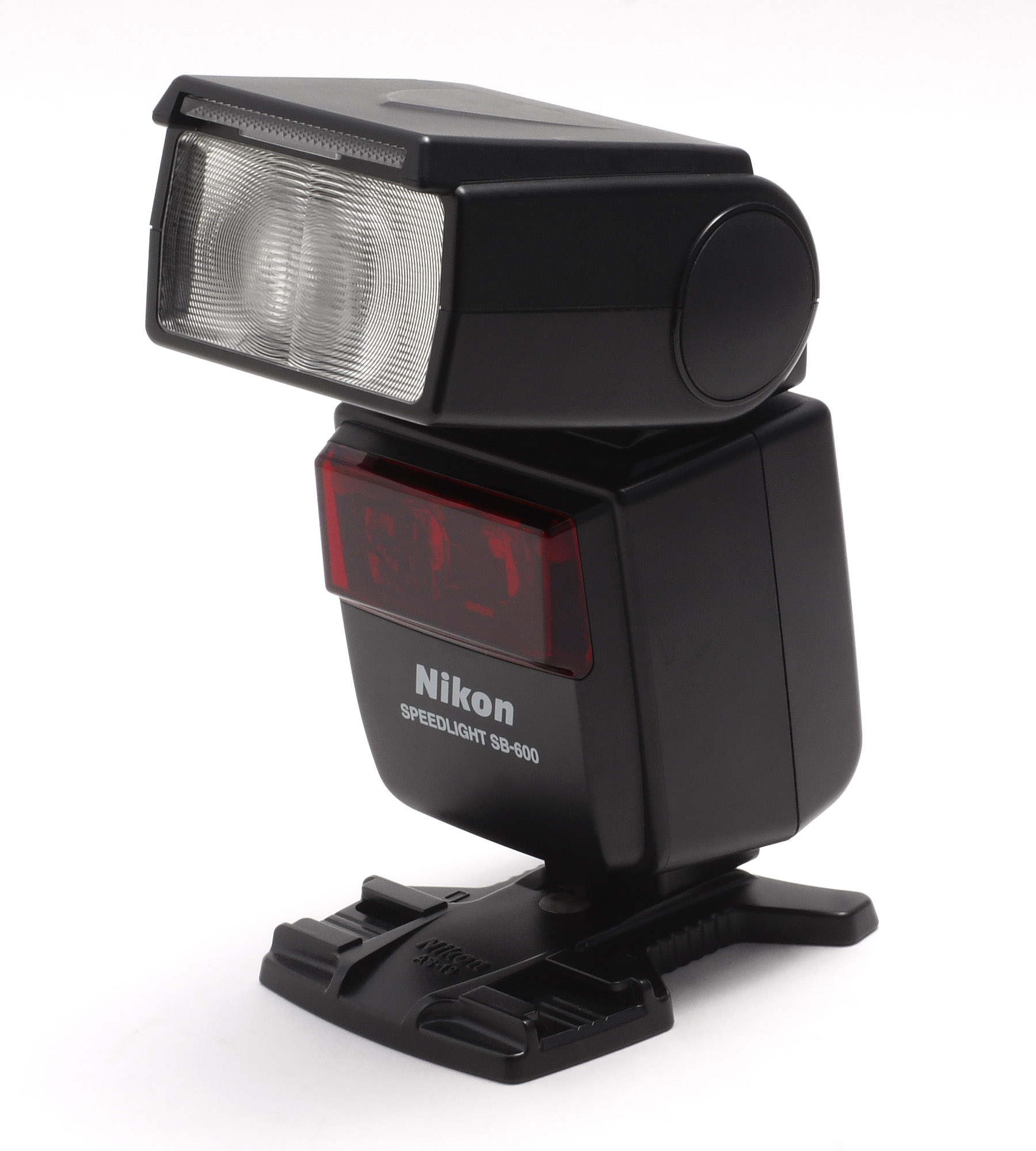
Speedlight SB-600 Frontansicht

0

### SB-700
Im September 2010 vorgestellt, kam ab Ende November das SB-700 auf den europäischen Markt. Es löst das 2004 vorgestellte Vorgängermodell SB-600 ab und wird derzeit neben dem SB-910 verkauft. Die Blitzleitzahl ist mit 28 (ISO 100,m) etwas schwächer als die des Vorgängers, die Blitzfolgezeit ist jedoch mit 2,5 s eine ganze Sekunde kürzer, die maximale Blitzanzahl hat sich um 50 Auslösungen auf maximal 200 reduziert.
0
Das SB-700 ist wie auch der SB-910 eine Steuerungseinheit für das Advanced Wireless Lighting System. Eine automatische Temperaturmessung schaltet den Blitz bei zu hohen Temperaturen ab und schützt so die Blitzröhre vor Schäden durch Überhitzung. Im Lieferumfang sind der Standfuß AS-22, der Diffusor SW-14H, die Filtervorsätze SZ-3TN und SZ-3FL sowie die Tasche SS-700 enthalten. Die Filtervorsätze werden über eine Kodierung automatisch vom SB-700 erkannt.

Speedlight SB-700

0

### SB-800
Das SB-800 wurde 2004 als Nachfolger des SB-80DX vorgestellt. Es hat eine Leitzahl von 38 (ISO100,m). Die Blitzfolgezeit (bei Vollleistung) ist mit 6 Sekunden (mit vier Mignon-Zellen) und 2,7 Sekunden mit dem im Lieferumfang enthaltenen Batteriepack SD-800 (fasst eine extra Mignon-Zelle) angegeben. Damit soll das SB-800 ca. 150 Blitze mit Volllast abgeben können. Beim SB-800 handelt es sich um eine Steuerungseinheit, mit welcher andere Blitze des Advanced Wireless Lighting System kabellos ferngesteuert werden können. Im Lieferumfang des SB-800 ist neben dem Akkupack SD-800 der Diffusor-Dom SW-10H, das Gel-Farbfilterset SJ-800, der Standfuß AS-19 und die Stofftasche SS-800 enthalten. Zusätzlich sind ein erweitertes Filter Set SJ-1, das Akkupack SD-8A und diverse TTL und Nicht-TTL Blitzkabel verfügbar. Auch ein ursprünglich für den SB-80DX entwickelter Powerbügel SK-6A kann mit dem SB-800 verwendet werden.
0

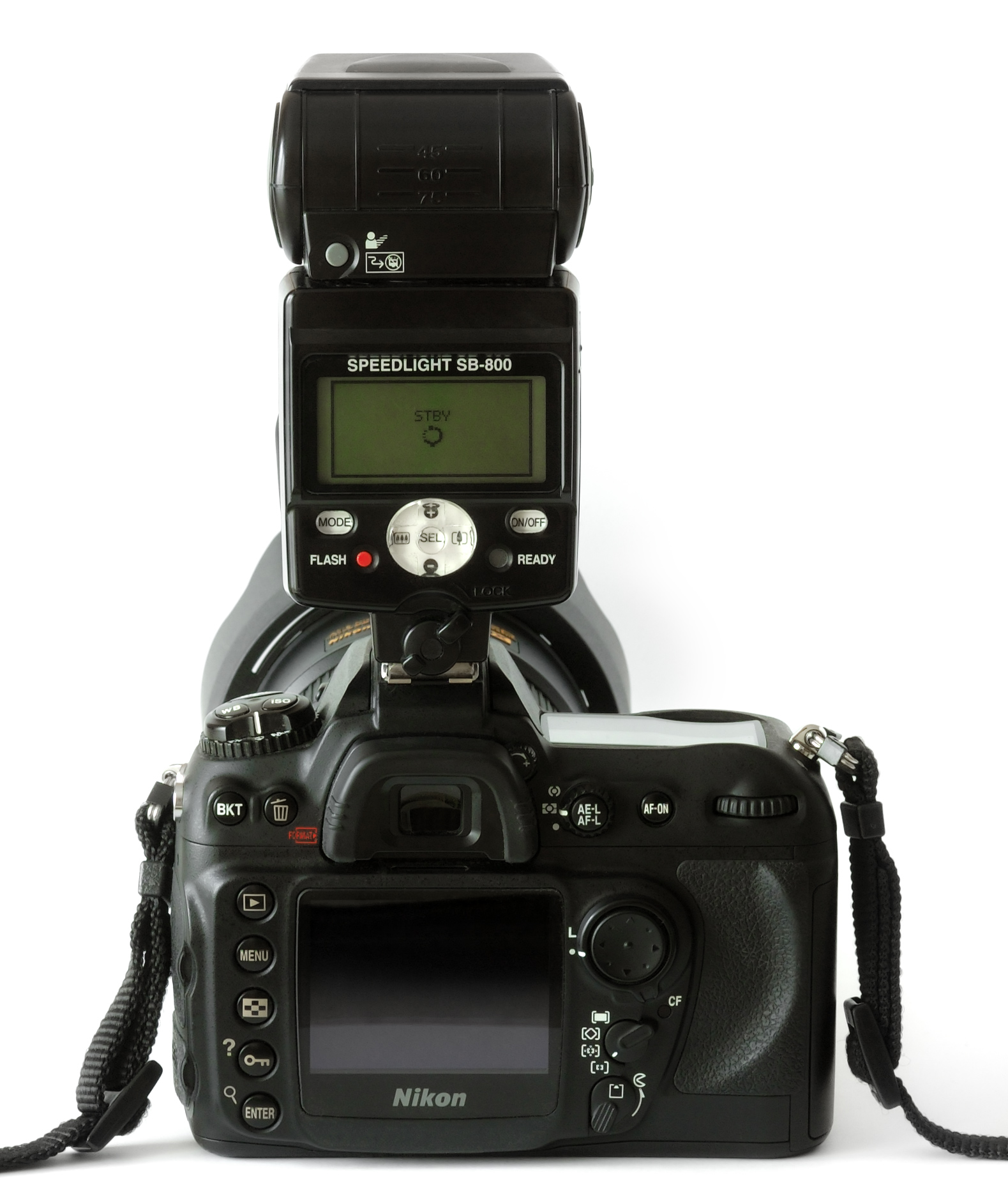
Rückseite des SB-800 auf einer Nikon D200
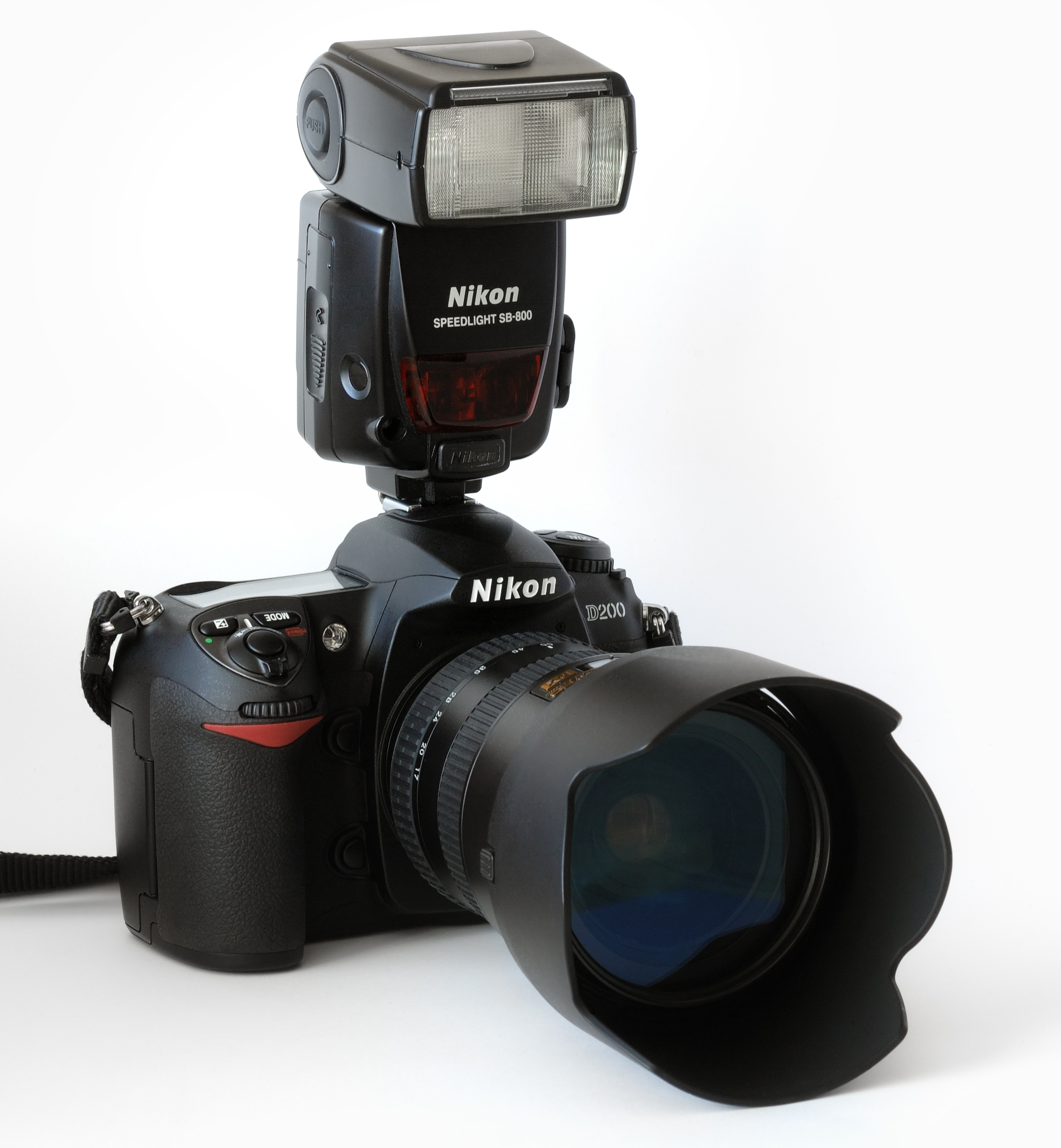
Vorderseite des SB-800 auf einer Nikon D200
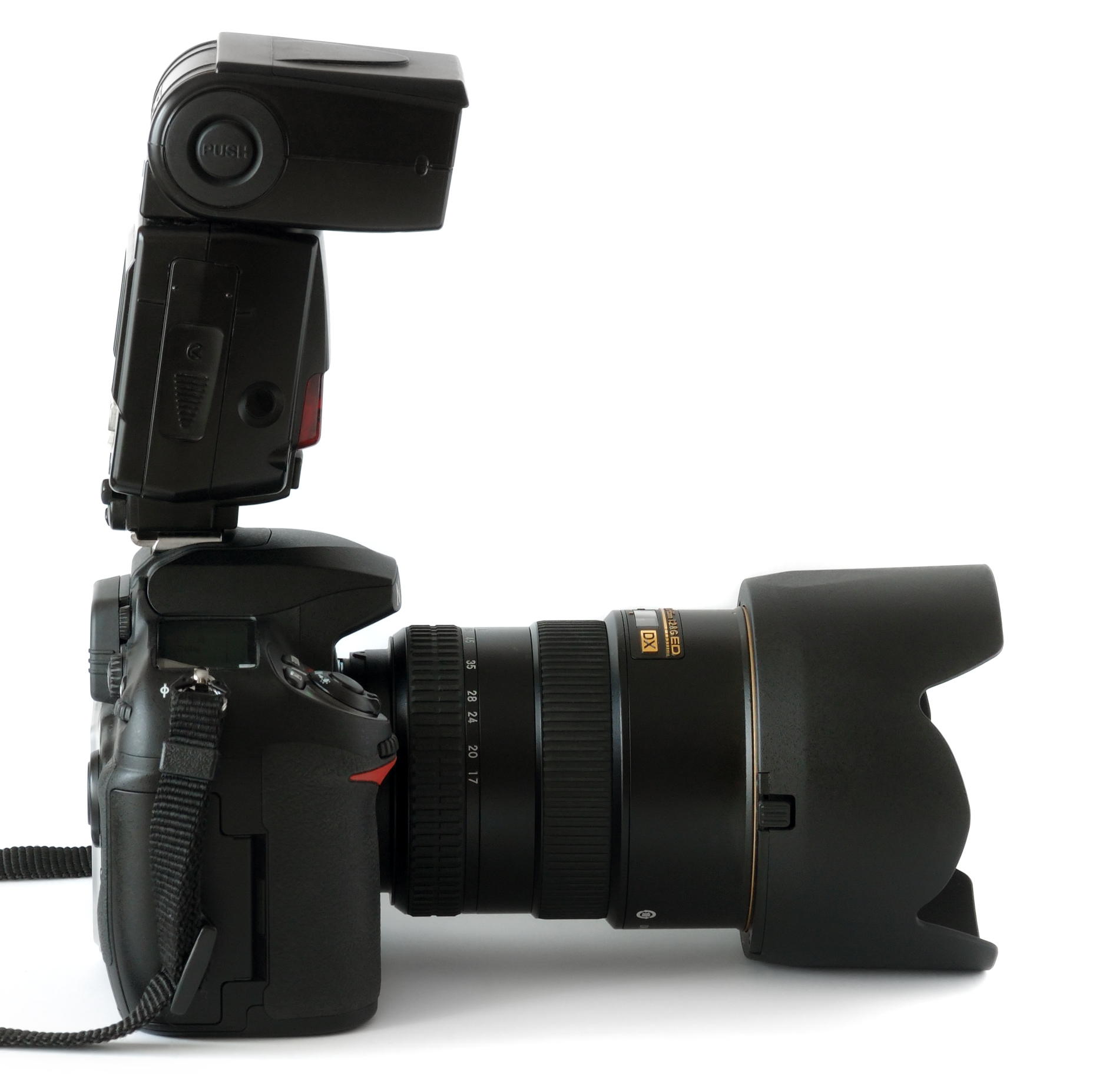
Seite des SB-800 auf einer Nikon D200

0

### SB-900

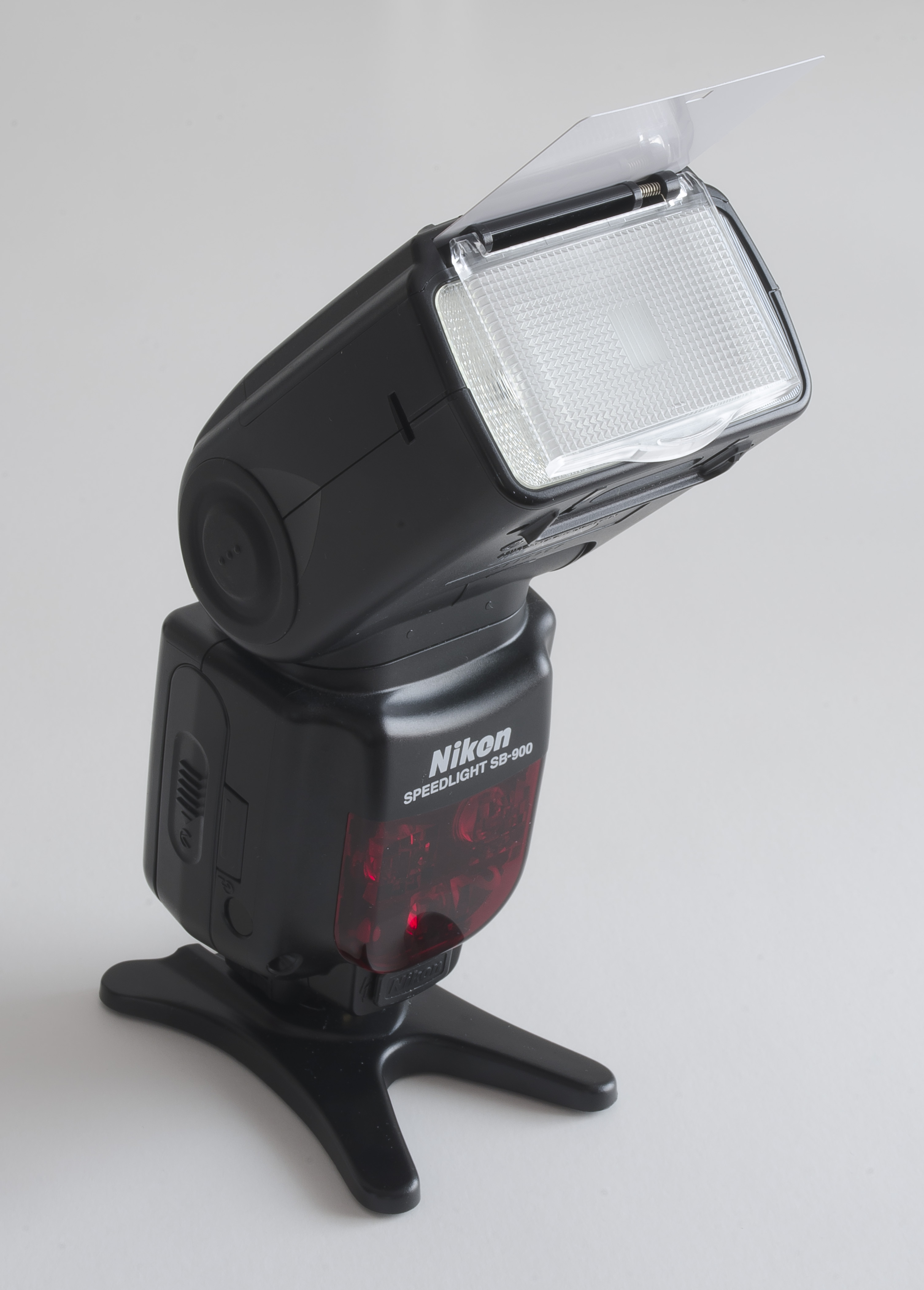
Nikon SB-900

Das SB-900 wurde im Juli 2008 vorgestellt.
Es ersetzt das SB-800 und hat sehr ähnliche technische Daten. Obwohl etwas größer und schwerer geworden, hat es nur eine Leitzahl von 34 (ISO100,m). Die Blitzfolgezeit ist jedoch mit 2,3 Sekunden etwas kürzer. Außerdem kommt es mit vier Mignon-Zellen auf fast 200 Auslösungen. Die Möglichkeit, wie im SB-800 eine fünfte Zelle hinzuzufügen, wurde aufgegeben. Die Temperaturüberwachung wurde bereits hier eingefügt, kann jedoch im Gegensatz zum SB-700 manuell deaktiviert werden. Mit dem SB-900 wurde eine neue externe Spannungsquelle, das Hochleistungsbatterieteil SD-9, vorgestellt. Dieses ist bisher nur mit dem SB-900 kompatibel, da am Anschluss eine extra Nase angebracht wurde, welche die Verbindung zu älteren Speedlights verhindert.
0

### SB-910
Das SB-910 wurde am 30. November 2011 vorgestellt und im Dezember 2011 veröffentlicht. Es handelt sich um eine leicht weiterentwickelte Version des SB-900 mit einem verbesserten Überhitzungsschutz, angepasster Benutzeroberfläche und veränderten Farbfiltervorsätzen.
0

### SB-5000
Das professionelle SB-5000 wurde 2016 veröffentlicht.
0

### Makroblitz-Kit R1C1
Das Makroblitz-Kit R1C1 gilt seit seiner Einführung im November 2005 als „Schlachtschiff“ der Makroblitzgeräte von Nikon. Die Leitzahl beträgt 10 (ISO100,m) und mit einer CR-123A-Lithiumbatterie kann ein SB-R200 bis zu 150 Blitze abfeuern. Die Steuerungseinheit SU-800 wird ebenfalls von einer CR-123A-Batterie gespeist und kann damit bei einer Blitzfolgezeit von einer Sekunde bis zu 1200 Steuerungsblitze abgeben. Es gibt neben dem Komplettkit R1C1 auch eine abgespeckte Version R1, welche ohne die Steuerungseinheit SU-800 verkauft wird. Diese wird dann über das integrierte Blitzgerät von kompatiblen DSLR-Kameras gesteuert. Das R1C1 besteht aus der Infrarot-Steuerungseinheit SU-800, zwei kabellosen Blitzeinheiten SB-R200, dem Adapterset zum Anschluss von bis zu 8 Blitzeinheiten, welche an dem Anschlussring SX-1 um das Objektiv angebracht werden können, der Diffusorscheibe SW-12 mit Halterung sowie einer Systemtasche für die sichere Unterbringung aller Einzelteile. Der Anschlussring kann an Objektive mit Filtergewinde 52, 62, 67, 72 und 77 mm angebracht werden. Als Mitglied des Advanced Wireless Lighting System können alle Blitzeinheiten kabellos angesteuert werden.
Daher müssen diese nicht zwangsläufig am Objektivring angebracht werden, sondern können mit Hilfe von Standfüßen AS-20 oder Halteklammern frei um das Motiv verteilt werden.
Mit dem SU-800 können 2 Blitzgruppen mit verschiedenen TTL-Einstellungen erstellt werden. Die Blitzbelichtungskorrektur kann simultan von einer auf die andere Gruppe geschoben werden. Dabei verringert sich die Intensität der einen Gruppe automatisch, während die der anderen erhöht wird. Das Motiv kann so schnell und einfach korrekt ausgeleuchtet werden. Wird statt des SU-800 das interne Blitzgerät einer kompatiblen Kamera verwendet, empfiehlt Nikon die Verwendung des Infrarotfilters SG-3IR, welcher in den Blitzschuh der Kamera gesteckt und vor das ausgeklappte Blitzgerät geklappt wird. Das Kit ist ebenfalls mit D-TTL-Kameras wie der D100 kompatibel. Da diese jedoch nicht über das kabellose Advanced Wireless Lighting System verfügen, müssen hier die Steuerungsleitungen SC-30 vom SU-800 zu den SB-R200-Einheiten gelegt werden. Die Anzahl der Blitzeinheiten ist hier auf zwei beschränkt.
0

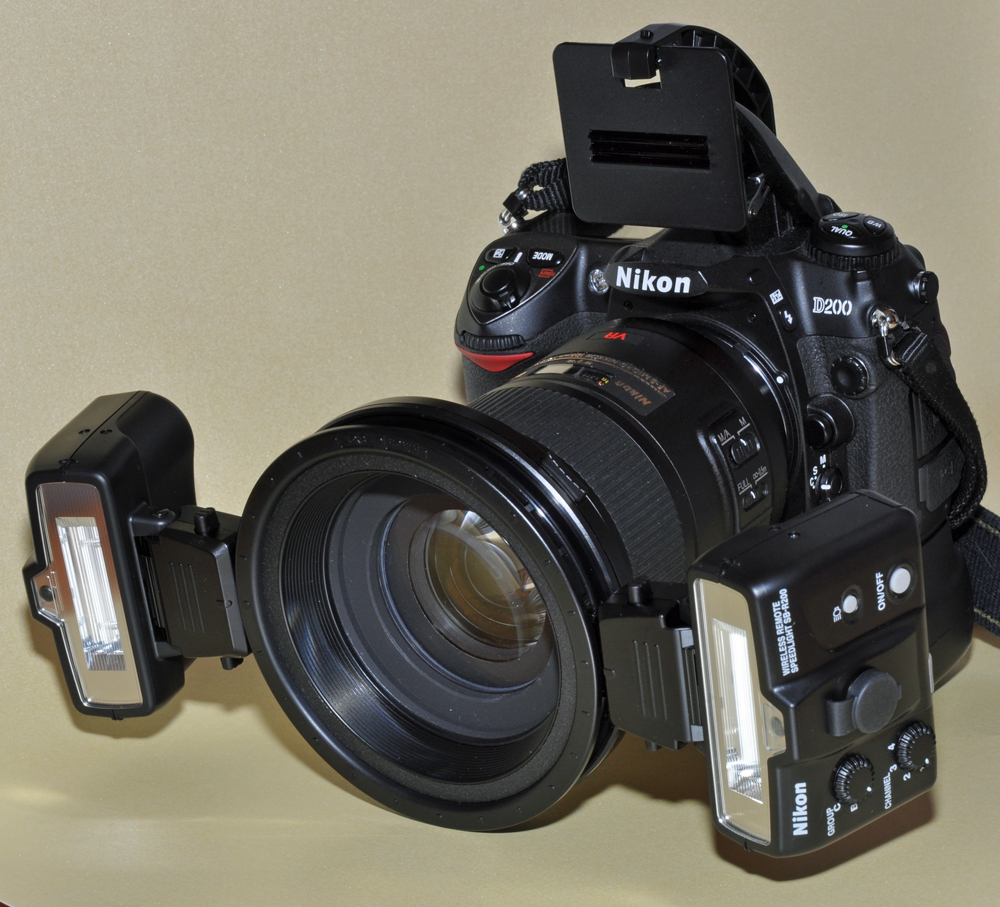
Das Makroblitz-Kit R1 ohne SU-800 mit Infrarotfilter SG-3IR
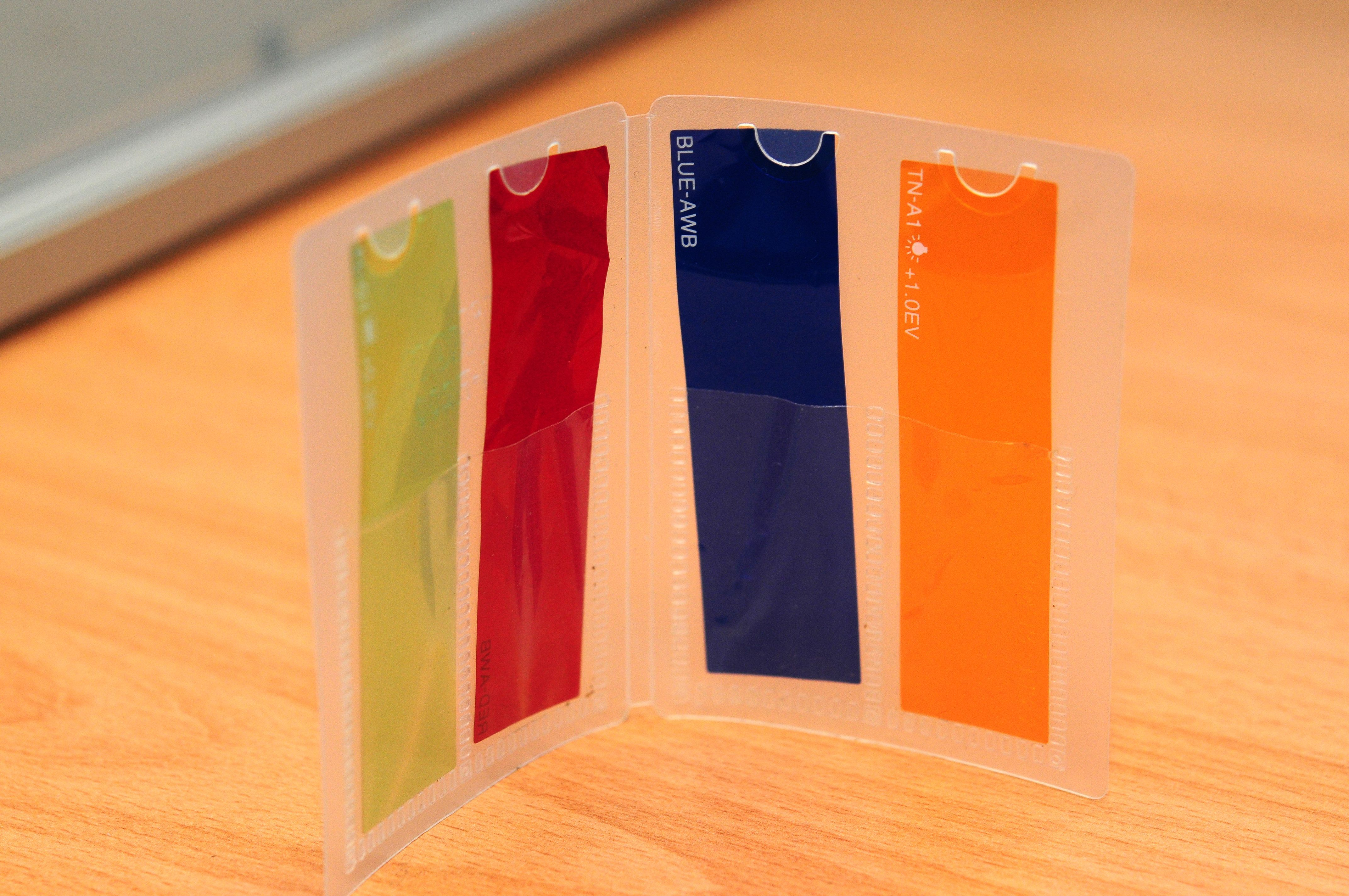
Farbfilterset SJ-3
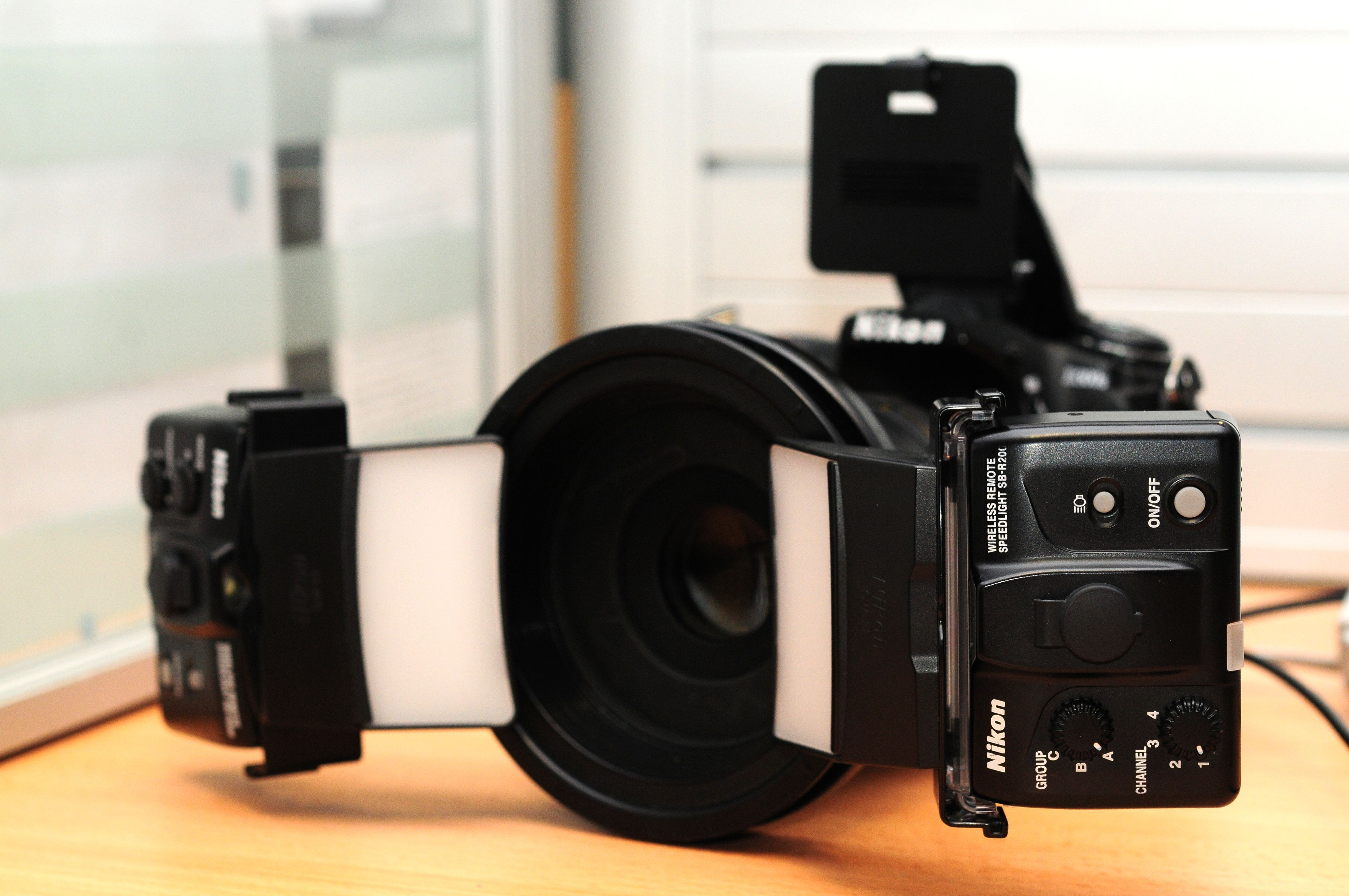
Das Makrokit R1 mit Diffusoraufsätzen
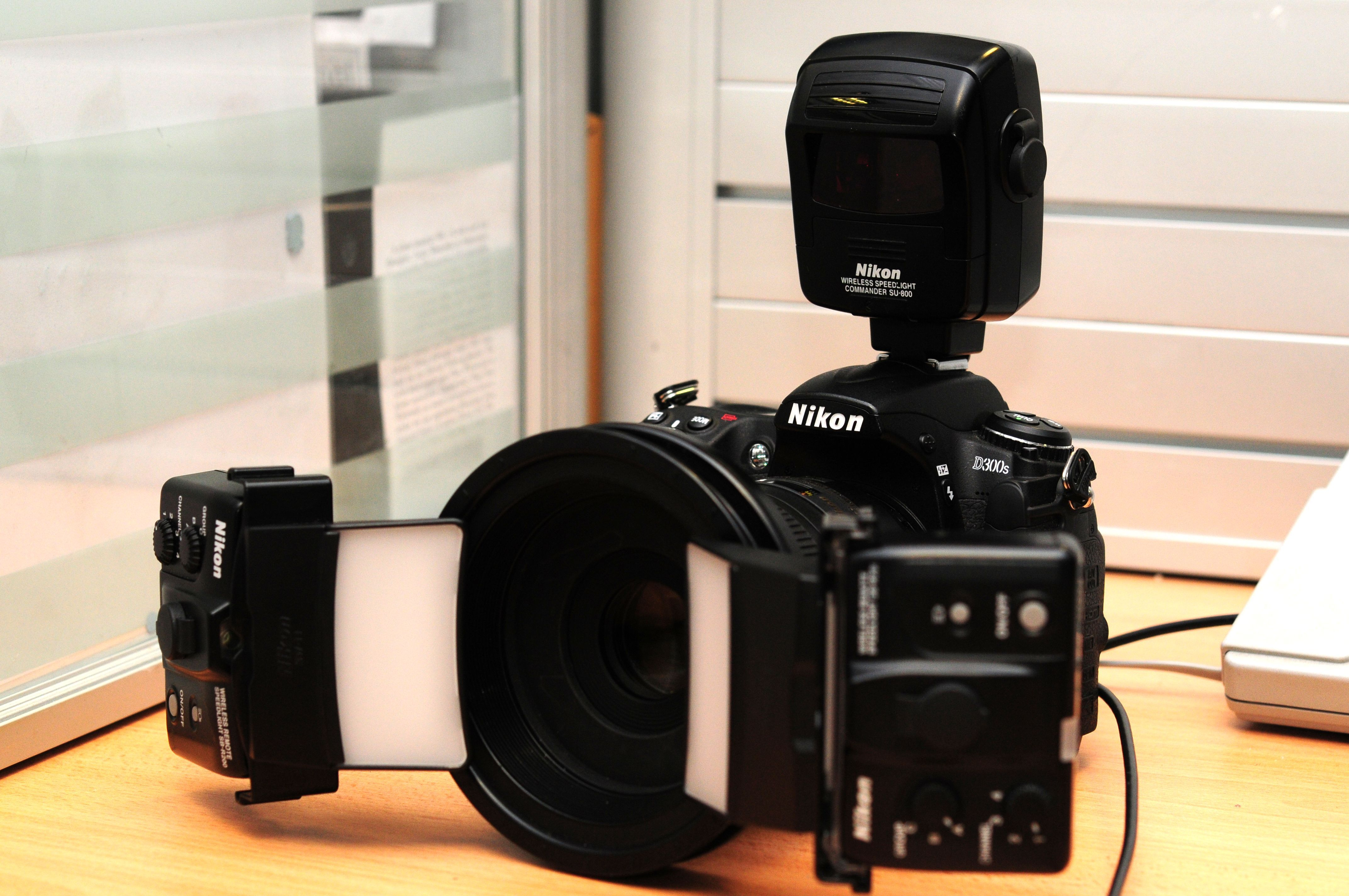
Das Makrokit R1C1 mit SU-800 und Diffusoraufsätzen
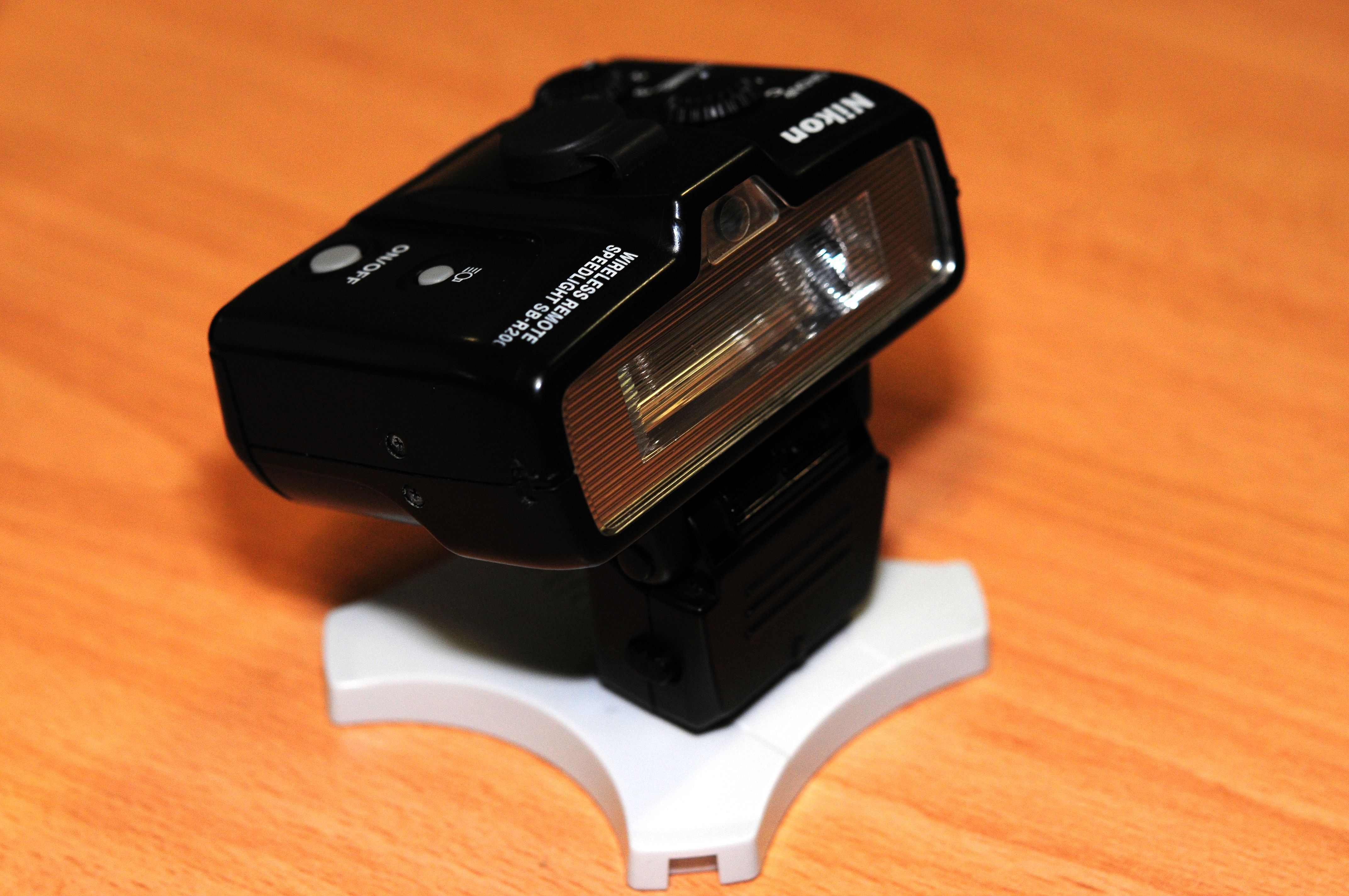
SB-R200 auf Standfuß
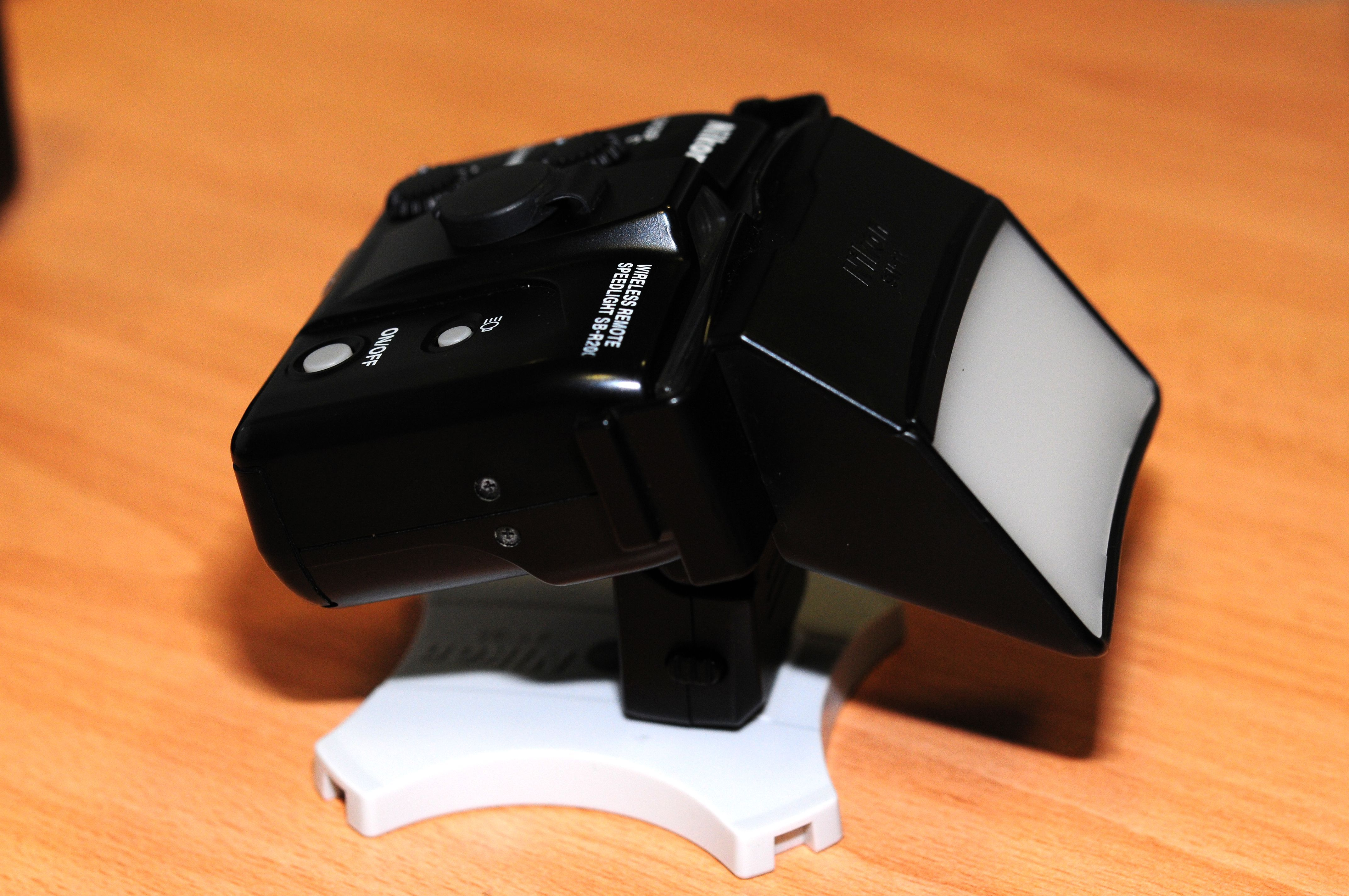
SB-R200 mit Diffusor auf Standfuß
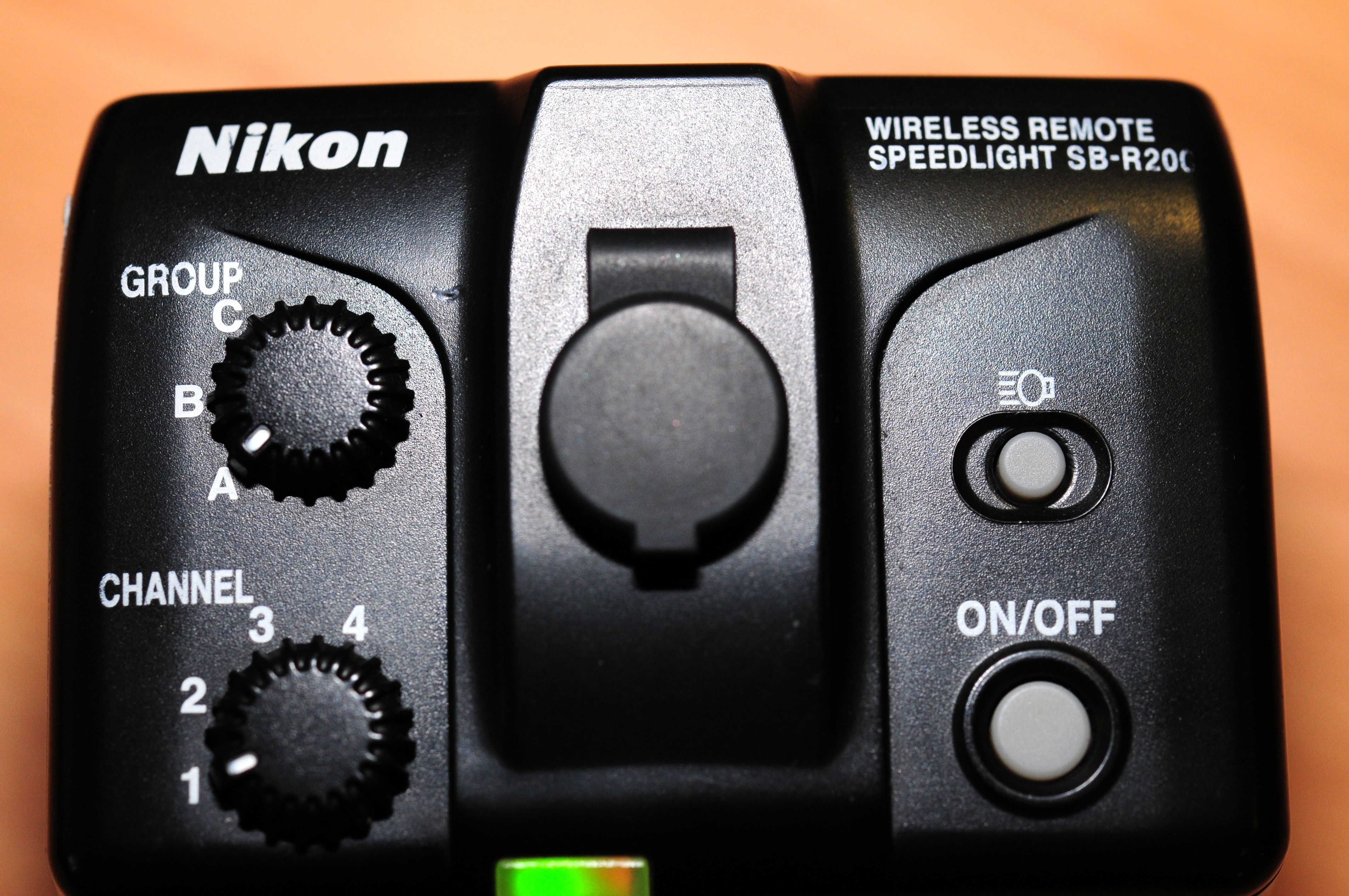
Draufsicht des SB-R200
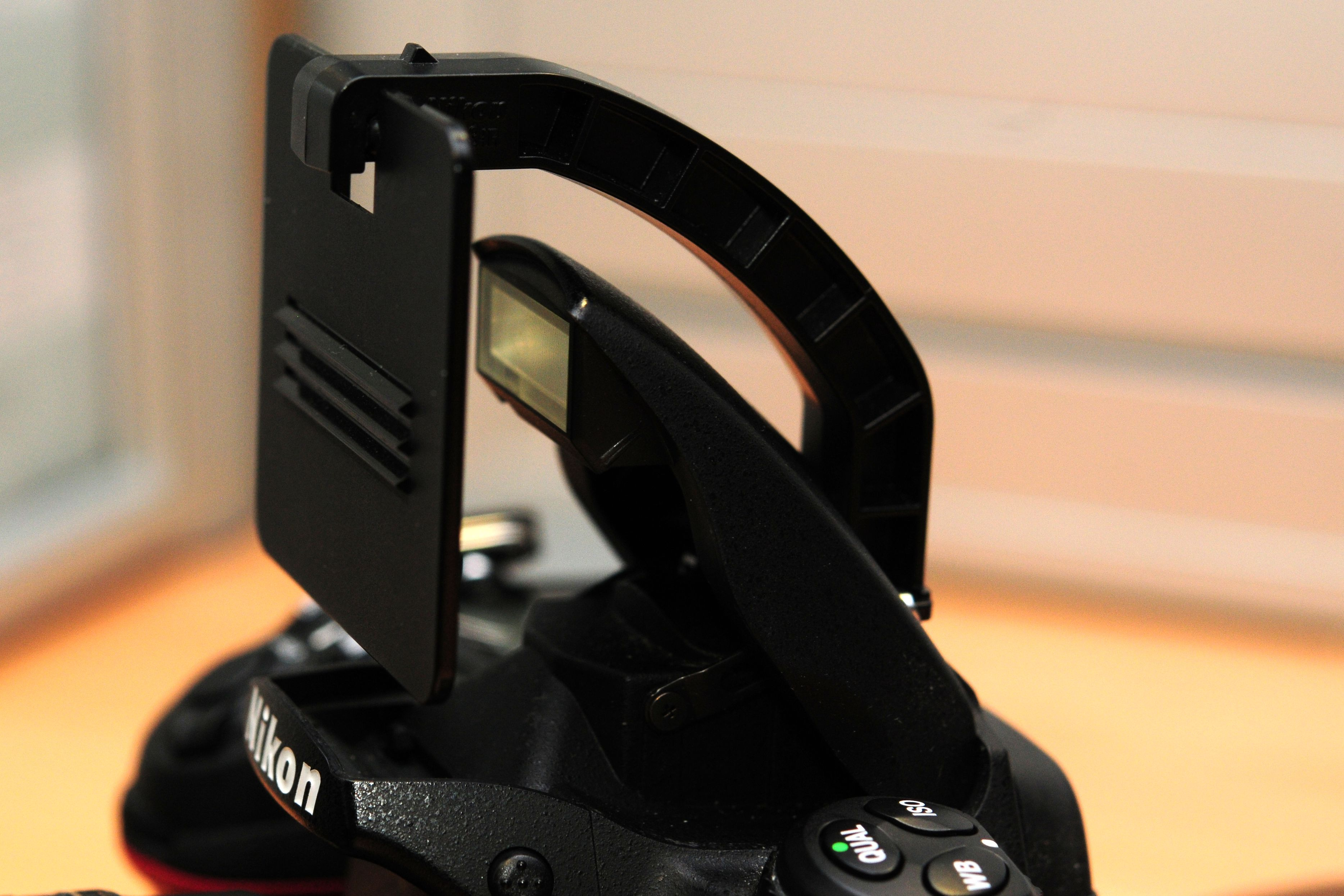
Infrarotfilter SG-3IR
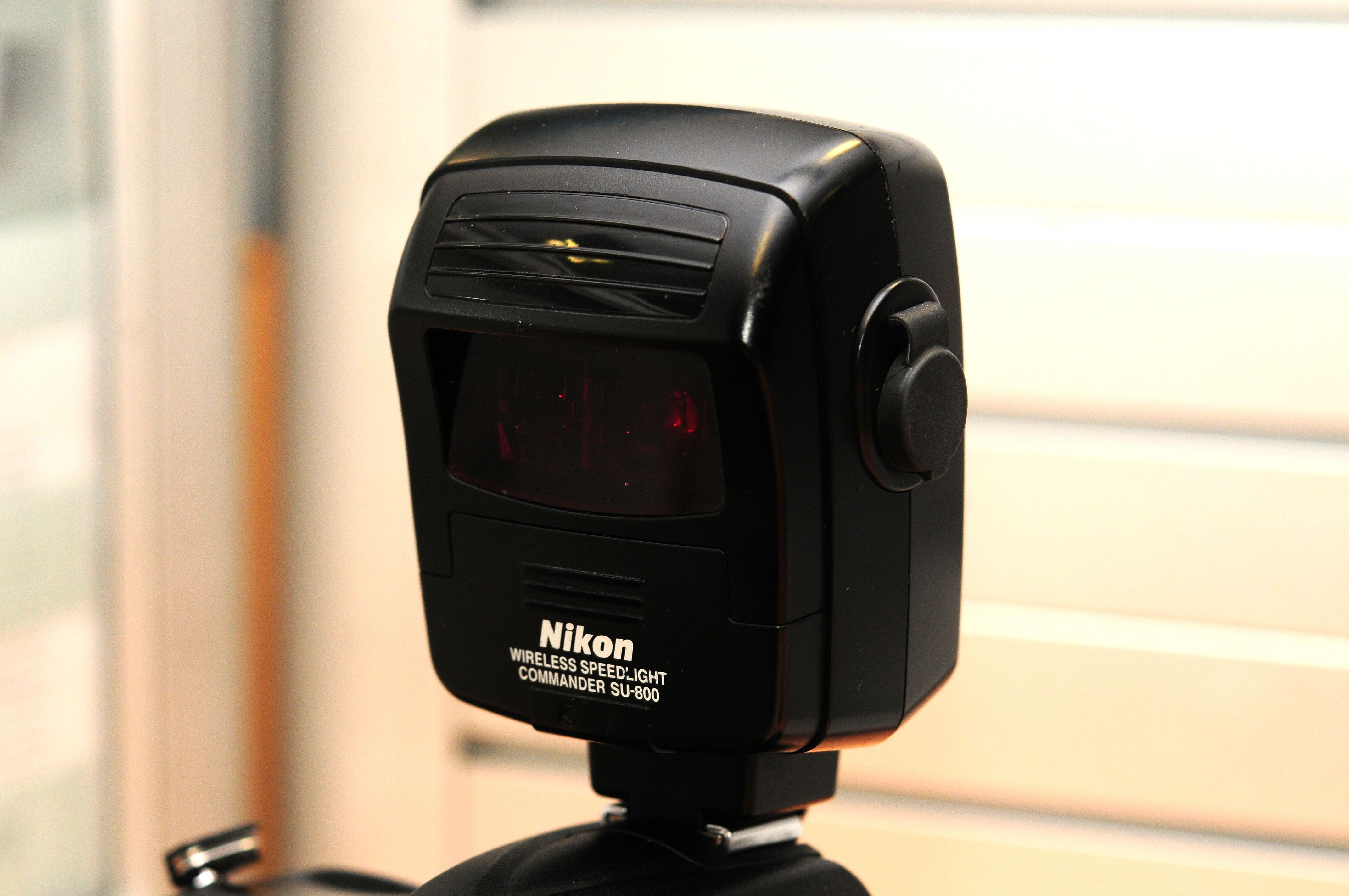
Frontansicht SU-800
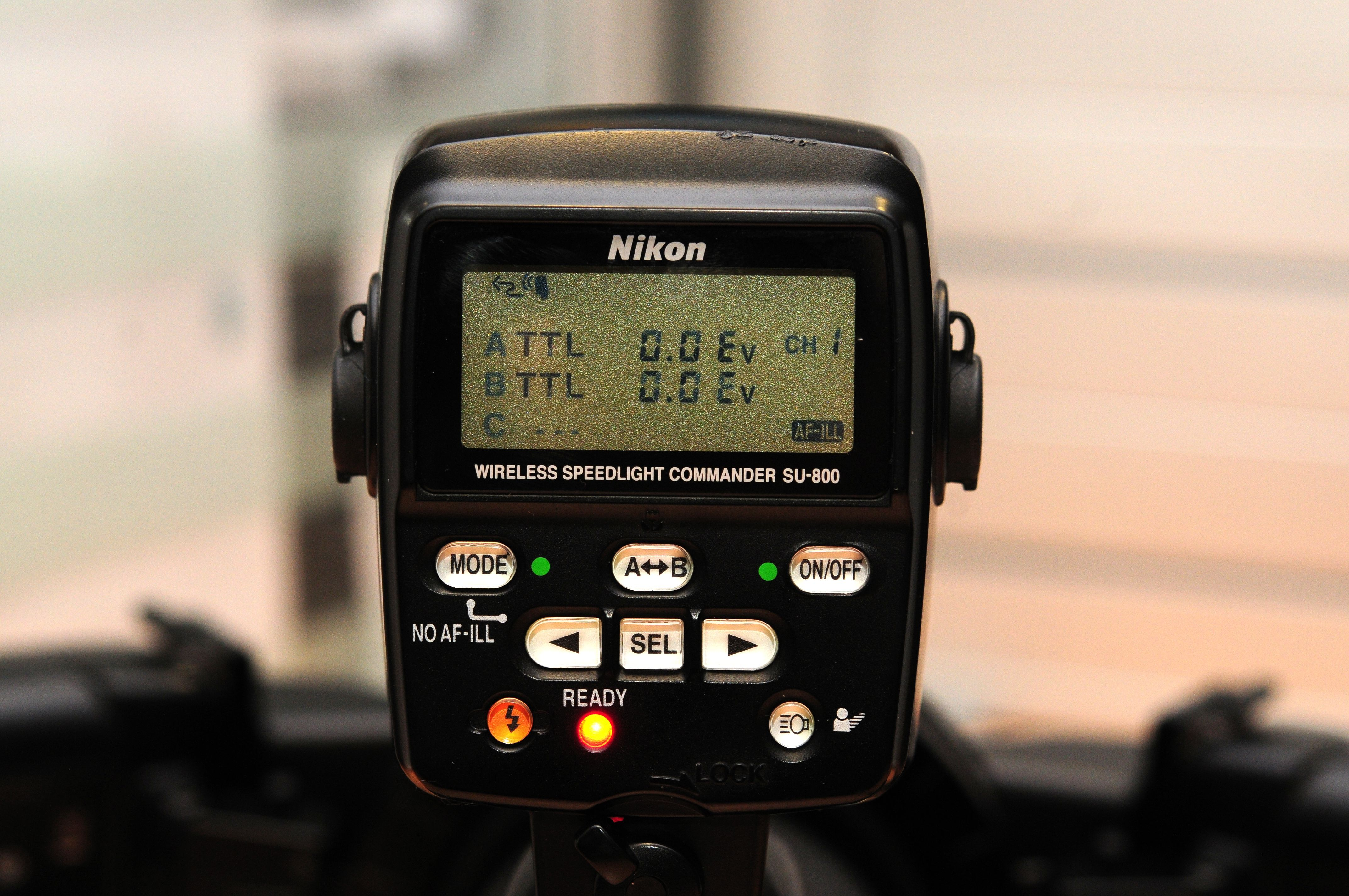
Rückansicht SU-800

0

## Blitzgeräte für Nikon 1
Nikon hat für die V-Modelle der Nikon-1-Serie einen neuen Multizubehöranschluss und neue, dazu passende Systemblitze entwickelt. Mit Kameras außerhalb der Nikon-1-Serie sind diese Blitzgeräte nicht kompatibel.
0
| Modell | Einführung | Blitzleitzahl | Blitzfolgezeit | max. Blitzanzahl* | Funktionen | Gewicht | Abmessung (B×H×T) in mm |
| ------ | ---------- | ------------- | -------------- | ----------------- | ---------- | ------- | ----------------------- |
| SB-N5  | Sep. 2011  | 8,5           | –              | –                 | i-TTL, M   | 70 g    | 50×70,5×40,5            |
| SB-N7  | Okt. 2012  | 18            | –              | –                 | i-TTL, M   | 70 g    | 57,4×68,4×62,3          |

0

### SB-N5
Das SB-N5 ist ein einfaches, sehr kompaktes, aber auch relativ leistungsschwaches Blitzgerät für die Nikon 1. Es ist für indirektes Blitzen horizontal und vertikal schwenkbar. Als Besonderheit besitzt es ein vorderseitiges LED-Licht, das ein kurzzeitiges Dauerlicht für die Modi „Smart Photo Selector“ und „bewegter Schnappschuss“ bietet.
0
Das SB-N5 hat keine eigenen Batterien, sondern wird durch die Batterie der Kamera mit Strom versorgt. Der Blitz selbst besitzt nur einen Ein/Ausschalter und eine Betriebskontrollleuchte. Die Steuerung des Blitzes erfolgt über das Menü der Kamera.
0

### SB-N7
Das SB-N7 ist ein einfaches Blitzgerät für die Nikon 1. Es ist für indirektes Blitzen vertikal um 120° schwenkbar.
0
Der Blitz selbst besitzt nur einen Ein-/Ausschalter und eine Betriebskontrollleuchte. Die Steuerung des Blitzes erfolgt über das Menü der Kamera. Er wird mit 2 Micro-Akkus/-Batterien (Größe AAA) betrieben.
0